# Gestión de Mauricio Macri en el Gobierno de la Ciudad de Buenos Aires
El 3 de junio de 2007 se celebró la primera vuelta de las elecciones a jefe de gobierno porteño. En ella, la fórmula Mauricio Macri -Gabriela Michetti superó el 45,6 % de los votos, seguida por la lista Daniel Filmus-Carlos Heller (23,7 %), del Frente para la Victoria. En tercer lugar se ubicaron el entonces jefe de gobierno, Jorge Telerman y su compañero de fórmula Enrique Olivera (20,7 %).
Tres semanas más tarde, el 24 de junio, se celebró una segunda vuelta electoral entre las dos fórmulas más votadas y Macri se impuso con un 60,9 % de los votos, contra 39,04 % de Filmus.
Juró junto a su vicejefa Gabriela Michetti, el 9 de diciembre de 2007, asumiendo formalmente un día después.
En 2011 Mauricio Macri se presentó a la reelección jefe de gobierno y obtuvo en primera vuelta el 47 % de los votos, frente al 28 % de Daniel Filmus y el 13 % de Fernando «Pino» Solanas pero no alcanzó para la elección directa, por lo que tuvo que dirimirse la elección en balotaje, en el que obtuvo el 64,3 % frente al 35,75 % del candidato kirchnerista Daniel Filmus.

## Gabinete de gobierno
{|class="toccolours" style="float: auto; font-size:100%; width:790px; background:F5F5F5;"
!style="background:lavender;" colspan="3"|
 Secretarías del Gobierno de
Mauricio Macri
|- style="font-weight:bold;"
|Cartera
|Titular
|Período
|-
!style="background:#000000;" colspan="3"|
|-
| Secretaría General
| Marcos Peña
| 10 de diciembre de 2007 - 10 de diciembre de 2015
|-
!style="background:#DCDCDC;" colspan="3"|
|-
| Secretaría de Legal y Técnica
| Pablo Clusellas
| 10 de diciembre de 2007 - 10 de diciembre de 2015
|-
!style="background:#DCDCDC;" colspan="3"|
|-
| Secretaría de Medios
| Miguel de Godoy 
| 10 de diciembre de 2007 - 10 de diciembre de 2015
|}

## Jefatura de Gobierno
El 3 de junio de 2007 se celebró la primera vuelta de las elecciones a jefe de gobierno porteño. En ella, la fórmula Mauricio Macri -Gabriela Michetti superó el 45,6% de los votos, seguida por la lista Daniel Filmus-Carlos Heller (23,7%), del Frente para la Victoria. En tercer lugar se ubicaron el entonces jefe de gobierno, Jorge Telerman y su compañero de fórmula Enrique Olivera (20,7%).
Tres semanas más tarde, el 24 de junio, se celebró una segunda vuelta electoral entre las dos fórmulas más votadas y Macri se impuso con un 60,9% de los votos, contra 39,04% de Filmus.
Juró junto a su vicejefa Gabriela Michetti, el 9 de diciembre de 2007, asumiendo formalmente un día después. El mandato dura cuatro años.
En 2011 Mauricio Macri se presentó a la reelección jefe de gobierno y obtuvo en primera vuelta el 47% de los votos, frente al 28% de Daniel Filmus y el 13% de Fernando "Pino" Solanas pero no alcanzó para la elección directa, por lo que tuvo que dirimirse la elección en balotaje, en el que obtuvo el 64,3% frente al 35,75% del candidato kirchnerista Daniel Filmus.

## Acción de gobierno

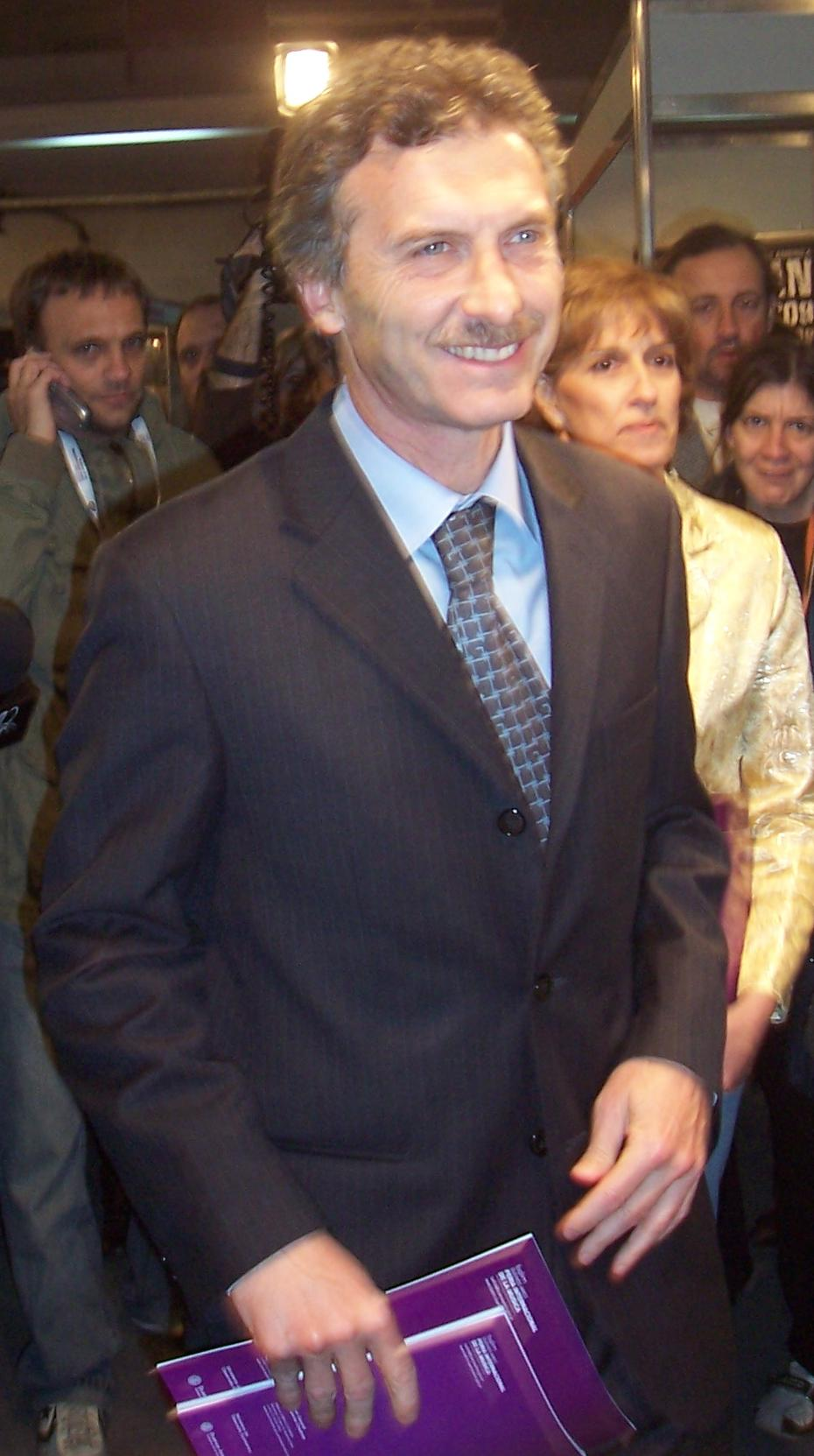
Mauricio Macri inaugurando la Feria Internacional de Música en 2008.

### Política cultural

#### Planetario
En noviembre de 2010 se cerró el Planetario Galileo Galilei para su remodelación completa, incluyendo el retapizado por primera vez de la totalidad de butacas y la rehabilitación del mecanismo de giro. Se adquirió nuevo material audiovisual, bibliográfico e informático. fue instalado un nuevo proyector con capacidad de exhibición de más de un millón de estrellas que los planetarios convencionales y el primero en el mundo en adoptar lámparas de tipo led para proyección.Las reformas duraron un año y el planetario se reinauguró diciembre de 2011.

#### Reapertura del Teatro Colón

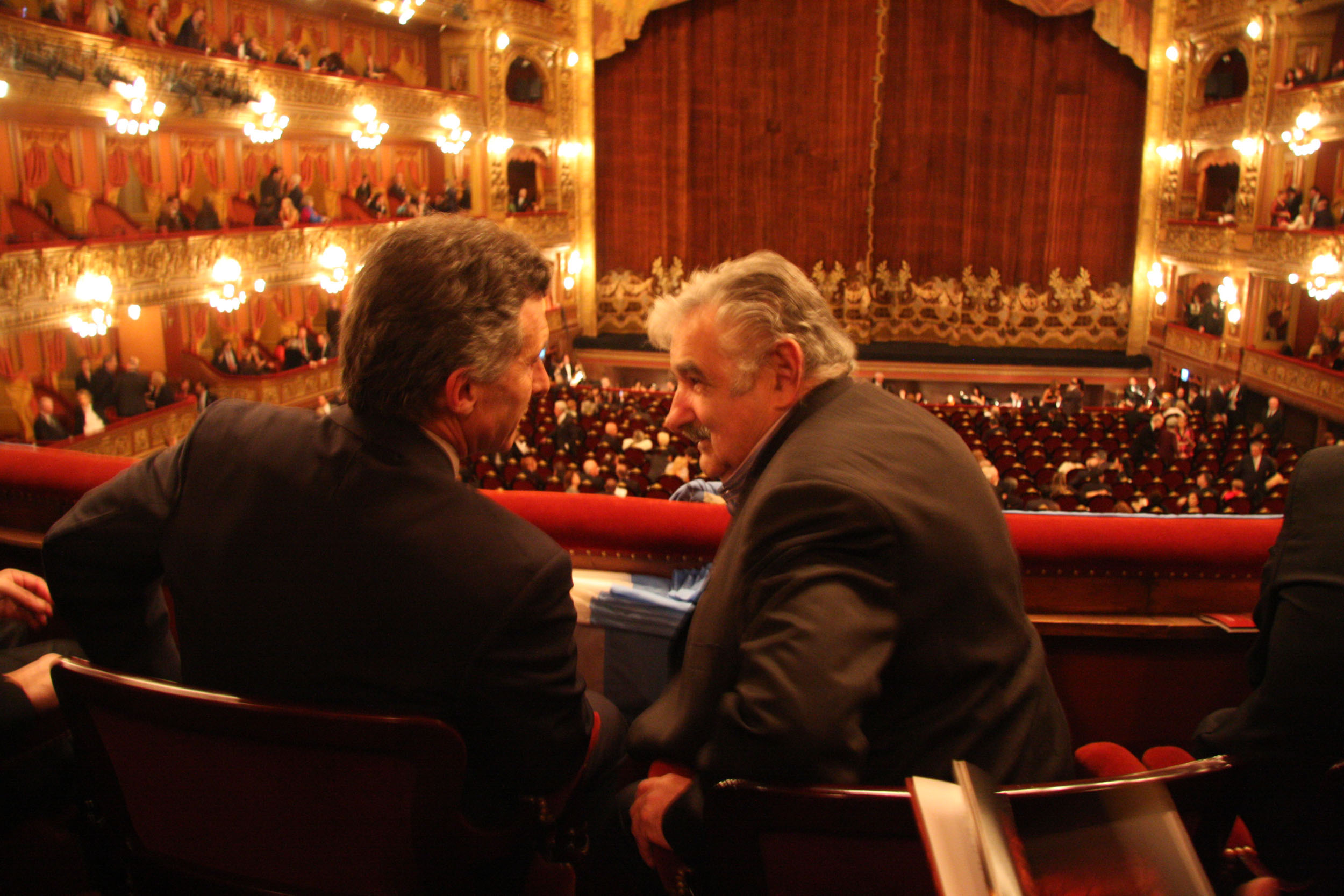
Reapertura del Teatro Colón - Macri y José Mujica

El proyecto de restauración, renovación y puesta en valor del Teatro Colón comenzó a proyectarse durante el año 2001 por el entonces jefe de gobierno Aníbal Ibarra bajo el nombre de "Masterplan" e inicialmente contaba con la financiación del Banco Interamericano de Desarrollo a través de un crédito blando, el cual jamás se efectivizó, como consecuencia de la crisis de diciembre de 2001.
En julio de 2007 el sucesor de Aníbal Ibarra Jorge Telerman anunció que las obras de remodelación del teatro comenzarían a partir de noviembre del mismo año y durante ese período se mantendría al teatro cerrado hasta la fecha proyectada de reinauguración pactada para el 25 de mayo de 2008, día del centenario del teatro.
En febrero de 2008, la jefatura de la ciudad, que el teatro mantendría sus puertas cerradas hasta el año 2010, debido a problemas de desfinanciación.
Horacio Sanguinetti ―por entonces director del teatro Colón― criticó las obras llevadas adelante hasta ese momento por Jorge Telerman y declaró: «Recibimos el teatro en condiciones precarias, me animaría a decir que las peores de su historia».
Asimismo, se informó sobre el estado de las obras de refacción, de las cuales 30 se encontraban finalizadas, 12 en ejecución y 3 sin licitar. Sin embargo, calculaban que todavía restaba finalizar un 70% de la totalidad de la obra.
Durante un concierto realizado el 1 de junio de 2008 en el Luna Park, Daniel Barenboim ―afamado director de orquesta argentino-israelí― realizó una crítica a los responsables por las obras en el teatro Colón:

Que a una semana de su centenario el Colón no esté abierto es un indicio de que aquí algo no está funcionando. El Colón es un símbolo de la existencia de la cultura en la Argentina. Hoy pido a todas las personas, responsables o irresponsables, de todo tipo, que dejen de lado sus ambiciones personales, su orgullo personal, que son algo muy pequeño comparado con lo que este teatro representa.
Daniel Barenboim

Se recuperaron ornamentos, pinturas ornamentales, decorativos,  luminarias, y herrajes. La remodelación del teatro costó 300 millones de pesos argentinos, cifra que duplica lo que implicaría construir un teatro nuevo. Las obras fueron cuestionadas por atrasos y sobreprecios en su realización. Las empresas involucradas fueron cuestionadas por ser cercanas a la administración macrista. En el proyecto se gastó 200 millones más que el plan original, duplicando el costo de la construcción desde cero de un teatro de similares características. No obstante su elevadísimo costo, las obras fueron severamente cuestionadas por especialistas en restauración, que denuncian pliegos pésimos y falta de idoneidad de las empresas contratadas, todas cercanas al grupo Macri.
El 24 de mayo a las 20:20 reabrió sus puertas con un espectáculo sobre la fachada del edificio en formato 3D que proyectó una suerte de recorrido histórico de los momentos más importantes del teatro. Asimismo, asistieron los anteriores jefes de gobierno Enrique Olivera, Jorge Telerman y Aníbal Ibarra. En el proyecto de remodelación del Teatro se gastó 200 millones más que el plan original, duplicando el costo de la construcción desde cero de un teatro de similares características. No obstante su elevadísimo costo, las obras fueron severamente cuestionadas por especialistas en restauración, que denuncian pliegos pésimos y falta de idoneidad de las empresas contratadas, todas cercanas al grupo Macri.

##### Críticas
Al asumir, Macri designó como director del Teatro Colón a Horacio Sanguinetti, exrector del Colegio Nacional Buenos Aires.
En 2008 se produjo una controversia debido a la utilización del teatro en condiciones irregulares por parte de la empresa multinacional Converse para realizar la presentación de una marca de zapatillas.
La revelación de los detalles por la prensa causó la renuncia del Director Ejecutivo del teatro, Martín Boschet.
Ante la revelación por parte de la prensa de las irregularidades, demoras y negligencias relacionadas con el Teatro Colón y las obras, el gobierno del jefe de gobierno Mauricio Macri prohibió a los empleados del teatro dar información al periodismo, bajo apercibimiento de sanciones.
El 14 de enero de 2009 Sanguinetti renunció a su puesto, que permaneció vacante durante un mes, hasta que el 12 de febrero fue designado Pedro Pablo García Caffi, ún músico que hasta ese momento se había desempeñado como Director del Teatro Argentino de La Plata, conocido también por ser el líder del Cuarteto Vocal Zupay, un grupo de música folklórica.
Casi simultáneamente, el arquitecto Fabio Grementieri publicó en el diario La Nación un artículo titulado "Tristezas del Teatro Colón",
en donde puntualiza los desaciertos de los gobiernos sucesivos, para terminar calificando la acción del gobierno de Macri del siguiente modo:

El Master Plan de la era Ibarra-Telerman, financiado en parte por el BID, abordó proyectos y obras de manera agresiva e intrusiva, sin coordinación, con criterios apartados de las recomendaciones internacionales en conservación del patrimonio monumental y responsabilidades en manos de equipos locales e internacionales con escasa experiencia en la materia. [..]El actual gobierno de la ciudad recibió una pesada herencia, pero no supo, no quiso o no pudo enderezar el rumbo hasta hoy. Más bien lo ha empeorado. Tanto en materia de obras, donde continúa atado al infeliz Master Plan, como de gestión, donde parece buscar un modelo que se acople a la órbita de la globalización eficientista e igualadora.
Y para muestra, dos botones: la reciente renuncia del ineficaz director con el que se perdió un valioso año, el del Centenario, y la licitación de obras como la restauración de las superficies decorativas del foyer y del Salón Dorado, absolutamente prescindibles cuando la prioridad es la reconstrucción y puesta en marcha de los talleres y depósitos desguazados o destruidos.

Grementieri fue amonestado por el tribunal de ética del consejo profesional de Arquitectos.
La sala de la Cámara en lo Contencioso Administrativo Federal dio la razón total a Grementieri y ordenó al CPAU que pague las costas, le pague una reparación de quince mil pesos.

#### Usina de las Artes

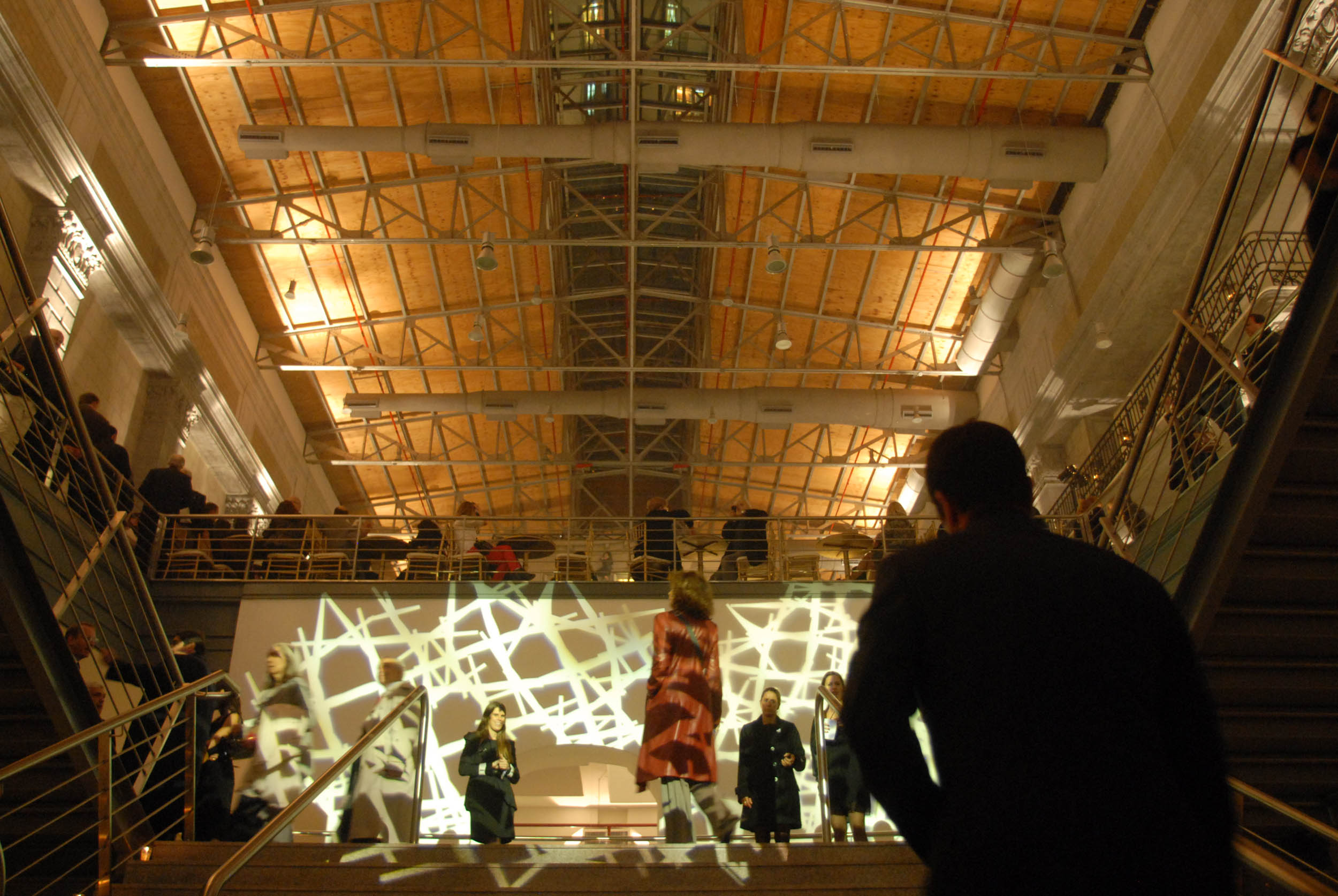
Inauguración Usina de las Artes

En julio de 2011, Macri inauguró la primera etapa de la Usina de las Ideas, un proyecto ideado por Fernando de la Rúa y comenzado por Jorge Telerman a fines de 2007. La vieja usina eléctrica en el barrio de La Boca se transformó en la nueva sede de la Orquesta Filarmónica de Buenos Aires, con una sala para 1200 espectadores, una gran sala de ensayo y una sala de cámara para 400 espectadores, además de varios espacios para exposiciones y un salón flexible para usos múltiples. La segunda etapa, comprendiendo la sala principal y el 80% de la obra terminada, se inauguró el 23 de mayo de 2012, luego del cambio de nombre del proyecto a Usina de las Artes.

#### Teatro y Centro Cultural San Martín
En abril de 2012 para el BAFICI se inauguró un proyecto comenzado en el año 2003 durante la gestión de Aníbal Ibarra para la restauración total de ambos edificios y la construcción de un nuevo espacio Bajo Plaza de las Américas.
A fines de 2011, se inauguró también la restauración de la fachada del Teatro San Martín en Avenida Corrientes, con el reemplazo total de la carpintería metálica, los vidrios de la fachada y los parasoles de acero que protegen las oficinas del sol.
En 2010, la Sala Alberdi del Centro Cultural San Martín fue tomada de forma permanente por algunos alumnos que cursaban allí, debido a una sentencia de la Sala I de la Cámara de Apelaciones en lo Contencioso Administrativo y Tributario que emplazaba al Gobierno de la Ciudad a efectuar reparaciones edicilias debido a las deficiencias en las instalaciones eléctricas basándose en informes de la superintendencia de Bomberos, y asimismo a disponer el traslado temporal de los cursos que allí se dictaban. La Sala fue tomada en forma permanente por algunos alumnos, oponiéndose al traslado y acusando al gobierno de la ciudad de un vaciamiento de cursos.  Dicho Fallo fue posteriormente ratificado por la jueza Fabiana Schafrik en mayo de 2012 que ordenó el desalojo para poder efectuar los arreglos necesarios.

### Política de Derechos Humanos

#### Asignación del área de DDHH a la Jefatura de Gabinete
El área de Derechos Humanos del Ministerio de Desarrollo Social pasó a convertirse en una subsecretaría de la vicejefatura de gabinete a cargo de Gabriela Michetti. Dicha reasignación generó polémica.

#### Veto a la ley de reparación a las víctimas del Plan Conintes
El 6 de diciembre de 2007 la Legislatura de la Ciudad de Buenos Aires sancionó la Ley N.º 2601 estableciendo una reparación para las personas que hubieran estado detenidas, procesadas, condenadas y/o a disposición de la justicia o de los Consejos de Guerra, conforme lo establecido por el Plan CONINTES (Conmoción Interna del Estado), aplicado en 1960 por el presidente Arturo Frondizi. La ley no llegó a entrar en vigencia porque fue vetada por Mauricio Macri, mediante el Decreto N.º 43/08. Entre las razones esgrimidas por el ejecutivo para el veto, se encontraba la imposibilidad de determinar el tipo de beneficio a otorgar, señalando también el alcance del mismo por cuanto el proyecto se dirigía a los beneficiarios que hayan vivido en la ciudad de buenos aires o que hayan tenido residencia de al menos un año de antigüedad en la Ciudad, por lo cual tornaba según el texto dicho beneficio impracticable. El veto también señala que el Congreso de la Nación debe ser el ámbito natural de discusión de tales medidas por cuanto el referido plan tuvo alcance e instrumentación en todo el territorio nacional.

#### Veto a la ley del fondo para la localización y restitución de niños apropiados por la dictadura militar
En 2010, Macri vetó la ley 3329, que creaba un fondo de $240 000 anuales durante 5 años para la localización y restitución de tales niños y la defensa del derecho a la identidad y de los derechos del niño que lleva a cabo la Fundación Abuelas de Plaza de Mayo. Los principales justificativos para el veto fueron que esos fondos no estaban contemplados en la ley de presupuesto dictada para 2010 y que la propuesta de la Fundación era de alcance para todo el territorio de la República por cuanto excedía el ámbito geográfico de la Capital Federal.

#### Veto a ley que premiaba a instituciones que luchen por los derechos de sobrevivientes de violencia de género
Mediante la ley 3.335 hubiese quedado establecido formalmente el premio “Raquel Liberman”, equivalente a un monto igual a un sueldo de diputado, a entregar por única vez, destinado al reconocimiento de una ONG, una red de ellas o persona/s que lleven adelante un proyecto social ejemplar que promueva y proteja los derechos de los sobrevivientes de situaciones de violencia contra las mujeres o promueva la discusión social sobre aquel tema en el ámbito de CABA. Esta iniciativa, muy bien recibida por varios sectores de la sociedad, traducida en proyecto de ley, fue rechazada por Macri, sosteniendo desde su equipo de trabajo que no estaba claro qué organismo se encargaría del financiamiento.

#### Veto a ley para la prevención de la tortura y otros tratos inhumanos en la Ciudad
La Ley 3298 buscaba aplicar normativa tendiente a la prevención de las prácticas de tortura, tratos inhumanos, degradantes o penas crueles en lugares de detención e internación tanto públicos como privados. En los causales del veto, se argumenta que las atribuciones del comité que se desea formar ya están asignadas en la función del defensor del pueblo, y que asimismo está de algún modo contemplado a nivel general por la regulación a favor de los derechos humanos y otras leyes establecen obligaciones y deberes asumidos por el Estado Nacional, se rechazó la sanción de la ley desde el poder Ejecutivo de la Ciudad.

#### Veto a ley de registro de ex presos políticos entre 1955 y 1983
La Ley 3.268 permitía lograr un registro con el mayor caudal de información posible sobre los ciudadanos porteños que hayan sido presos políticos en centros legales o clandestinos de detención durante aquel período de tiempo en cualquier parte del país. Este registro voluntario no pudo hacerse efectivo al ser vetada la ley por el Jefe de Gobierno Porteño.

### Política de educación

#### Plan de infraestructura escolar

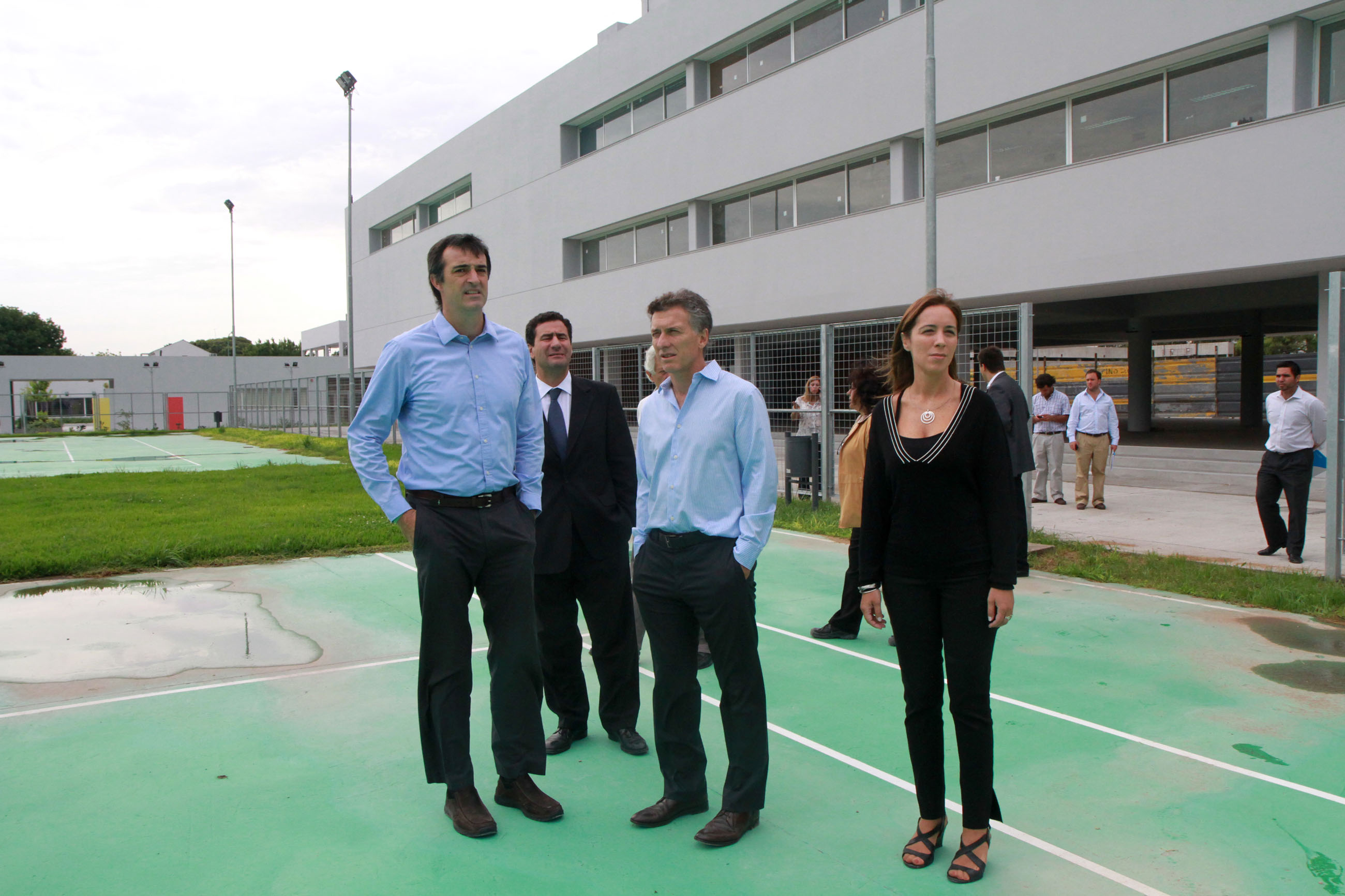
Mauricio Macri y María Eugenia Vidal supervisando obras de la Escuela Media del Polo Educativo Saavedra

En noviembre de 2007, un mes antes de asumir, el PRO hizo un relevamiento propio de las condiciones edilicias de 535 edificios escolares, concluyendo que el 67% se encontraban en situación "grave o crítica".
En diciembre de 2007, se sancionó la Ley de Emergencia Edilicia para los establecimientos, con 43 votos a favor y 2 en contra, destinándose la mitad del presupuesto total de la Dirección de Infraestructura escolar.
La ley de emergencia preveía el método de contratación directa para agilizar los tiempos de ejecución, por lo cual se creó una comisión de seguimiento legislativo, integrada por 3 representantes de la oposición y 2 del PRO, para controlar las contrataciones.
En enero de 2008, el gobierno de la ciudad, presentó un plan de infraestructura escolar. Entre 2010 y 2011 se invirtieron 321 millones de pesos. Pero según el legislador Francisco "Tito" Nenna (Encuentro Popular para la Victoria) presentó un relevamiento en tres distritos escolares (el 4, 5 y 6), que arrojó 16 colegios con irregularidades, como la Escuela 14, de Necochea 1136, que "está destruida"; la Escuela 7, de Constitución, "donde falta arreglar la caldera"; o la Escuela 10, en Jujuy 1471, que tiene "muchos problemas con los desagües".
Según Eduardo López, secretario general de UTE-CTERA, "de las 936 obras contempladas, se terminaron a marzo 98, 424 están en ejecución y las restantes en vías de contratación".

#### Calefacción en escuelas
A tres meses de asumir y un mes antes de comenzar el invierno de 2008, se inició un movimiento de protestas y bloqueos de calles estudiantiles debido a la falta de calefacción en los colegios, en las cuales los estudiantes llevaban frazadas como símbolo del reclamo.
El 5 de junio de 2008, José Iglesias, uno de los padres de los jóvenes que fueron víctimas en el incendio de la disco República Cromañón y referente del grupo, denunció que existían 480 escuelas en emergencia, y que solo en 70 de ellas se habían iniciado las obras.

#### Conflicto de becas estudiantiles en 2008
En 2008, el gobierno de Macri tomó la decisión de disminuir la cantidad total de becas para estudiantes e incrementar el monto de dinero por cada una que otorga el Gobierno de la Ciudad de Buenos Aires. En 2007 con la gestión de Telerman, hubo en total 65 mil solicitudes de becas, que representaban más de la mitad de los alumnos porteños de las cuales fueron aceptadas 62 mil de entre 150 y 450 pesos. En el año 2008, con la gestión de Macri, los pedidos superaron los 50 mil, mientras que la cantidad asignada fue de 30 mil: 13 mil de 800 pesos y 17 mil de 600. Según el secretario general del gremio docente, Francisco Nenna, "la reducción de la cantidad de becas fue una nueva medida excluyente de la gestión de Mauricio Macri".  Según un grupo de estudiantes el recorte de las becas "afectó a los chicos de menores recursos". En defensa de la medida, el Ministro de Educación porteño sostuvo que
«Estamos ante un enorme cambio cultural, porque pasamos de un sistema en el que todos recibían becas y no importaba si se estaba en una situación de vulnerabilidad, a un sistema donde se entrega mucho más dinero, a familias con real vulnerabilidad social».
Entre las medidas adoptadas por el decreto del gobierno, se ha incluido la obligación de verificar el nivel de pobreza del Hogar del solicitante por parte de asistentes sociales, requisito que ha sido calificado como «perverso», por Francisco Reydo, un asistente técnico del sector Becas de la ciudad.
Dos colegios porteños fueron tomados por los alumnos en rechazo a esta medida de recorte. De las 20.000 becas rechazadas, solo se presentaron 886 alumnos solicitando la reconsideración.
Macri afirmó que la intención del gobierno era descubrir qué estudiantes no precisaban las becas para poder aumentar el monto de las que perciben los pobres.
El diputado opositor Juan Cabandié, del bloque kirchnerista, ha acusado a Macri de tener como entregar esa área del Estado a una organización privada llamada Fundación Cimientos.
A fines de 2008 fue sancionada por todos los bloques en forma unánime la Ley de Becas estudiantiles que elimina la discrecionalidad de las becas al fijar los requisitos para el otorgamiento y el monto equivalente a 1,5 salario móvil.

#### Inglés desde primer grado
A partir del ciclo lectivo de 2009, el gobierno porteño implementó la enseñanza obligatoria del idioma inglés desde el primer grado para las 439 escuelas estatales primarias.

#### Huelgas de maestros
En julio de 2008, los sindicatos de maestros de la Ciudad de Buenos Aires iniciaron de manera conjunta un plan de lucha por aumentos salariales y reclamos no satisfechos por el gobierno, que incluyó la realización de huelgas y la colocación de una carpa frente a la sede de la Jefatura de Gobierno.
El 17 de julio se realizó la primera huelga que tuvo una adhesión del 95% en escuelas públicas y 65% en escuelas privadas.
El conflicto se extendió el resto del año (totalizando trece días de paro) y a comienzos de 2009. Macri sostuvo reiteradamente que no aceptaba el reclamo de los maestros porque la ciudad «no tenía plata», mientras que la vicejefa de gobierno Gabriela Michetti sostuvo que la culpa era del gobierno nacional por bloquear fondos de la ciudad.
El ministro de Educación porteño Mariano Narodowski manifestó que el reclamo de los sindicatos era «político». El 22 de marzo de 2012 la Cámara Federal ratificó el procesamiento contra Mariano Narodowski, en el marco de la causa por escuchas ilegales, por lo que debió renunciar.
En 2008, por primera vez en dos décadas, en la ciudad de Buenos Aires se dictaron menos de 180 días de clases, piso mínimo de días establecido como necesarios.

#### Reparto de computadoras portátiles
Fue anunciado que para diciembre de 2011 todos los alumnos y profesores de las 528 escuelas de la ciudad contarían tanto con acceso a la computadora como a Internet por vía Wi-Fi.

La bancada opositora criticó al macrismo por adjudicar la licitación al Grupo Clarín. También hubo denuncias de sobreprecios negadas por el oficialismo porteño. Según el informe del gobierno de la ciudad, cada computadora fue adquirida a más de 1500 dólares cada una, un experto en informática y perito judicial, Ariel Garbarz, refirió que esto significó 185 millones de dólares de sobreprecio.
Luego se le criticó el tratamiento supuestamente discriminatorio en la entrega de las computadoras a alumnos que no poseyeran documentación.

#### Construcción de escuelas
En mayo de 2010 inauguró la escuela infantil N.º 7 del distrito escolar N.º 4. Esta escuela de nivel inicial se encuentra ubicada en los terrenos del predio de Casa Amarilla en el barrio de La Boca. En febrero de 2011 inauguró una escuela primaria en el Polo Educativo de Villa 20 en el barrio de Villa Lugano y confió en que hacia fin de año la emergencia edilicia que afectaba los colegios de la Ciudad de Buenos Aires sea una etapa totalmente superada. En mayo de 2011 inauguró la escuela Nº6 del Polo educativo del barrio de Saavedra. En junio de 2011 inauguró la escuela infantil Nº8, en San Telmo. En agosto de 2011 se inauguró la escuela infantil N.º 11, Distrito Escolar 19 en el barrio de Parque Patricios.
En marzo de 2012 inauguró la escuela técnica N.º 36 "Almirante Brown" de 840 vacantes y un ciclo lectivo de 6 años donde se imparten especializaciones en química, diseño gráfico, electromecánica y electricidad.
Entre 2008 y 2013 según una lista oficial del Ministerio de Educación de la Ciudad de Buenos Aires se inauguraron 34 escuelas en la Ciudad de Buenos Aires.

#### Línea telefónica gratuita para denuncias
El gobierno porteño activó una línea telefónica gratuita para que los padres puedan denunciar "intromisión política" en las escuelas. La Central de Trabajadores de la Educación de la República Argentina (CTERA) alertó que "una vez más, el gobierno de Macri muestra su peor cara, la que fomenta la persecución y la delación, como ya lo ha hecho con docentes y estudiantes de la ciudad que reclaman por sus derechos".
Por su parte el secretario general de la Sindicato Único de Trabajadores de la Educación de Buenos Aires (SUTEBA), Roberto Baradel, expresó también su "repudio" por la decisión del gobierno macrista.

#### Veto al Congreso Pedagógico 2012
Mauricio Macri vetó el Congreso Pedagógico 2012 que hubiera propiciado el debate sobre el futuro de la educación porteña; este iba a desarrollarse por medio de talleres abiertos de libre participación durante 2012. A un mes de haberse aprobado con el voto positivo de los legisladores de Propuesta Republicana, la ley 4119, que convocaba a un congreso pedagógico en la ciudad de Buenos Aires, fue anulada por Mauricio Macri con el decreto N.º 53/12, publicado en el Boletín oficial de la Ciudad el viernes 27 de enero de 2012.
Una de las razones del veto argumentada por Macri, en su decreto, es que la "falta de coordinación y programación" puede tener como consecuencia que el Congreso "atente contra la agenda educativa y el cumplimiento de los 190 días de clases previstos". Se objeta también que los recursos para implementar la iniciativa deberían provenir del presupuesto del Ministerio de Educación y otras fuentes presupuestarias del Poder Ejecutivo.
El proyecto, que devino ley, había sido presentado por el diputado de la Coalición Cívica Sergio Abrevaya y tenía el respaldo del ministro de Educación porteño, Esteban Bullrich.

#### Cierre de cursos
A principios del año 2012 el Ministerio de Educación de la Ciudad confirmó que se cerraron 220 cursos de primaria, técnica y media, desatando fuertes controversias en el ámbito educativo, provocando la movilización de diferentes gremios docentes como la Unión de Trabajadores de la Educación, así también como la de padres y alumnos afectados por dichas medidas.

#### Cambio en planes de estudio y tomas de escuelas
En septiembre de 2012 se produce la toma de más de 50 escuelas en la Ciudad en contra del cambio de planes de estudio, para ser adecuados a una resolución del Consejo Federal de Educación que establecía que todas las escuelas técnicas del país debían reformar la currícula para poder nivelar los contenidos con instituciones educativas de todo el país y obtener así un título de validez nacional.  Ante esta situación representantes del gobierno porteño distribuyeron un protocolo entre los directores de las escuelas tomadas incitando a denunciar a los alumnos. Esta medida duró un mes, ya que el gobierno al principio se negaba a darles una reunión a los estudiantes, y luego a firmar que la comunidad educativa iba a tener participación en el cambio curricular.

#### Crecimiento en matrícula estatal
En el año 2013 y luego de 10 años consecutivos de caída, la inscripción de alumnos a colegios estatales primarios de la Ciudad de Buenos Aires superó a la del año anterior, transformándose en el único distrito del país en lograr dicho suceso. Con motivo de la ocasión el ministro de educación porteño Esteban Bullrich declaró  “cuando hay menor conflicto, sube la matrícula. El año pasado solo tuvimos dos días de paro, pudimos acordar con los gremios y empezar las clases en tiempo y forma”

### Política de Ambiente y Espacios públicos
Desde principios de 2008 y bajo el eslogan "La Ciudad trabaja" y "Haciendo Buenos Aires", el gobierno de la ciudad comenzó a implementar un plan de recuperación del espacio público. Dicho plan consistió en la reparación de aquellas calles que se encontraban dañadas, las cuales fueron repavimentadas en algunos casos. En otros, se procedió a iniciar un proceso de reparación de los baches, mediante la técnica popularmente conocida como "bacheo". Como resultado de este plan, para febrero de 2010 se lograron re-pavimentar un total de 4.166 cuadras y tapar aproximadamente unos 52.266 baches. Según datos oficiales, en un relevamiento realizado en diciembre de 2007 habían en la Ciudad de Buenos Aires 17.560 baches y para octubre de 2009 el número se redujo a 3.000. También se inició un plan de reparación de veredas que recuperó 1 106 303 m² de aceras y se construyeron 13.510 rampas de acceso a discapacitados en las esquinas de la ciudad.
En diciembre de 2007 la legislatura porteña sancionó la ley 2634 sobre obras irregulares de apertura en la vía pública, entrando en vigencia en julio de 2008. A partir de la ley de aperturas las empresas de servicios públicos deben inscribirse en un registro especializado y solicitar una autorización previa para realizar cualquier tipo de trabajo en la vía pública, excepto que se trate de una emergencia que genere algún riesgo para la seguridad o comprometa la prestación de un servicio público.
Asimismo se lograron recuperar 37 espacios verdes, se contrataron 240 guardianes de plaza, se optimizaron 95 390 luminarias que estaban defectuosas, se instalaron 5277 nuevas y para reforzar la seguridad, se creó el Centro de Monitoreo Urbano y se instalaron 111 nuevas cámaras de video en las plazas

### Rejas en espacios públicos
Si bien la gestión de Mauricio Macri no fue la pionera en la instalación de rejas a los espacios verdes para proteger los mismos, si fue una impulsora de esta metodología. Para el año 2007, la Ciudad de Buenos Aires contaba con 60 parques enrejados, lo que equivalía a uno de cada cuatro parques y plazas protegidas. Para principios de 2013 el número de espacios verdes con rejas era de 86, es decir, un tercio del total de la ciudad. A pesar de las críticas que esto produjo, hubo varios casos que el cercado había sido reclamado por los mismos vecinos a causa del vandalismo y la inseguridad que generaba el abandono de las plazas. Algunos iconos de la recuperación de espacios verdes a través del enrejado son el Parque Centenario de Caballito y el Rosedal de Palermo (Parque 3 de Febrero),

#### Pista de patinaje sobre hielo
En julio de 2011, el gobierno de la ciudad inauguró, en la Plaza Uruguay sita en el barrio de Recoleta, una pista de patinaje sobre hielo gratuita al aire libre con capacidad de hasta 100 personas. La pista tuvo un costo aproximado de 170 000 pesos, según una fuente y de 170 000 dólares según otras, y funcionó durante un mes.

#### Playas en Buenos Aires
Durante 4 años, el gobierno de Mauricio Macri dispuso en el predio del Parque Roca de playas de acceso público y gratuito con 1500 sombrillas y 3300 reposeras disponibles con actividades recreativas como show musicales, clínicas de deportes, lectura y picados de fútbol y voleibol, además de circuitos para rollers y bicicletas con wifi gratuito. Asimismo, el gobierno efectuó el préstamo dentro del predio de pelotas, raquetas, juegos de mesa y libros en forma gratuita.

#### Creación de centro de reciclado
El 11 de junio de 2012, el gobierno de la ciudad inauguró un predio de 2460 m² en el barrio de barracas que funciona como centro de recliclado para separar y clasificar el material que es depositado en los contenedores de la ciudad. En dicho centro, se reciben 500 toneladas de reciclables por mes recolectados por los recuperador urbanos que están agrupados en cooperativas.

#### Guardianes de Plazas
Con el decreto 139 del año 2008 se puso en funciones el cuerpo de Guardianes de plazas, cuya tarea principal es orientar a los vecinos en el uso del espacio verde y el control del espacio público. Tienen la capacidad de labrar actas en caso de contravenciones. Asimismo, fue creado en 2011 el curso de guardianes de plaza por el Instituto Superior de la Carrera, para capacitar en forma interna al personal del cuerpo de guardianes en áreas como atención al vecino y resolución de conflictos, prevención del delito y emergencias.

#### Conflicto por la Unidad de Control del Espacio Público
Por decreto, en octubre de 2008 Macri creó la UCEP (Unidad de Control del Espacio Público), bajo la órbita del Ministerio de Ambiente y Espacio Público. Con el objeto de mantener el orden en el espacio público, nucleó una serie de empleados que ya se encontraba trabajando para el gobierno de la ciudad desde la gestión de Aníbal Ibarra.
Según el periodista Gustavo Veiga de Página12, este cuerpo basaba su actividad en desalojos nocturnos de plazas y otros espacios públicos, así como desalojos de edificios tomados, con metodologías violentas e intimidatorias.
Han recibido denuncias por violencia y amenazas. Desde el gobierno porteño se ha negado que se actúe con violencia pero que investigarían las mencionadas denuncias.
El 17 de marzo de 2011, se confirmó que el jefe de gobierno había quedado imputado en la causa.
En julio de 2011, el juez Facundo Cubas dictó la falta de mérito para Mauricio Macri y los 32 imputados de la UCEP.
En diciembre de 2011 fue sobreseído por la jueza María Fontbona de Pombo, pero la Sala I de la Cámara del Crimen declaró nulo el sobreseimiento, en abril de 2012. La jueza María Fontbona de Pombo remplazaba al juez Facundo Cubas en el Juzgado N°49. Fuentes judiciales deslizaron que no es habitual que un juez firme una resolución de tanto impacto político cuando está remplazando a otro magistrado y al borde del receso estival. El fallo no hacía mención alguna a la prueba fílmica ni a una serie de documentos que corresponden a una de las computadoras de uno de los encargados de la UCEP, donde se describe con detalles los operativos con fotos, planos y un código de siglas para asignar prioridad a los desalojos según el nivel de los funcionarios PRO que los solicitaran.
En julio de 2013 la Cámara de Casación rechazó el planteo de Mauricio Macri y finalmente se lo investigará en esta causa.

#### Obras hidráulicas
Dentro del marco del plan hidráulico de la ciudad, en noviembre de 2008 se finalizaron las obras del canal aliviador del arroyo San Pedrito cuya función es optimizar la conducción de las aguas que bajan al Riachuelo desde el Bajo Flores, para intentar aliviar los anegamientos e inundaciones en un área de 178 hectáreas de superficie.
También se finalizaron las obras de la estación de bombeo arroyo White, la red pluvial barrio River y cuenca H del sistema La Boca-Barracas.
La ciudad de Buenos Aires está caracterizada hacia fines del siglo 20 y principios del 21 por las constantes inundaciones cuando se producen grandes lluvias sobre su territorio, en este sentido y ante la primera inundación durante la gestión de Mauricio Macri, el mismo jefe de gobierno aclaró que hasta que no se terminara un plan hidráulico que contemplara principalmente el entubado del arroyo Niceto Vega y el arroyo Maldonado.
Un informe emitido en agosto de 2012 por la Auditoría porteña indicaba que las obras para aliviar inundaciones en los barrios de Belgrano, Villa del Parque, Villa Ortúzar, Agronomía y Parque Chas estaban paralizadas desde hacía tres años, la Auditoría porteña había denunciado suejecución en las partidas de la red pluvial.
La Auditoría General de la Ciudad publicó un informe en el que señalan que tres obras destinadas a evitar inundaciones se encuentra paradas, en algunos casos hace tres años. La primera es la de los arroyos Vega y Medrano, en la zona de Belgrano. La obra está en etapa de preadjudicación desde mayo de 2009. Las obras de los arroyos Vega y Medrano (Belgrano), el Erézcano y el Ochoa (Pompeya). La segunda está en manos de la constructora del sobrino de Mauricio Macri. En la tercera, la gestión PRO le adelantó a la empresa la suma de doce millones de pesos. El dinero fue entregado hace cuatro años y finalmente, la obra no la hará esa empresa. Pero el adelanto nunca fue devuelto.
La Legislatura de la ciudad de Buenos Aires había aprobado, en 2012, una ley que autorizaba al Poder Ejecutivo a emitir bonos por 250 millones de dólares para obras en el arroyo Vega. El jefe de gobierno había decidido cancelar la licitación para las obras de control de inundaciones en el Arroyo Vega debido a la falta de presupuesto.
En 2012 a se votó en la Legislatura porteña un presupuesto de 11 millones de pesos para extender la red pluvial, para que no hubiera más inundaciones pero diputados opositores al gobierno de la ciudad dijeron que se subejecutó el presupuesto solo se usó 3 millones del total y el resto habría pasado a otras áreas.
Las obras para aliviar inundaciones en los barrios de Belgrano, Villa del Parque, Villa Ortúzar, Agronomía y Parque Chas están paralizadas desde hace tres años, según un informe emitido en agosto por la Auditoría General de la Ciudad de Buenos Aires.
El 29 de octubre de 2014 se sucedieron fuertes lluvias que afectaron la zona de la Ciudad de Buenos Aires y el Conurbano bonaerense. Según Pablo Lavigne, economista de la Fundación Pensar, se habían terminado las obras de entubamiento en el arroyo Maldonado, y hubo obras de menor magnitud como la construcción de aliviador Olazábal, nueva red pluvial del arroyo White, obras en el arroyo Cildáñez, sistemas de desaguas pluviales en la Boca, construcción de aliviador en San Pedrito, obras de red pluvial en la zona de la cuenca de radio Antiguo y una ampliación más reciente en el arroyo Vega. Según Lavigne estas llevaron a que se notara la inversión realizada por la jefatura de gobierno de Mauricio Macri. Sin embargo esta versión se contrapone con la del Observatorio de Derecho e Hidráulica de la UBA y la de vecinos porteños que dijeron que, durante las últimas lluvias, si hubo inundados.  Según informaron “numerosos barrios de la ciudad se inundaron y sufrieron las consecuencias durante días sin atención adecuada a su emergencia. Desde las trágicas inundaciones del 2 de abril de 2013 el GCBA no ejecutó ninguna obra relevante de infraestructura hídrica”. Además según los informes que GCBA envió al Juzgado de 1° Instancia en lo Contencioso Administrativo y Tributario N°10, la única obra en ejecución, no finalizada aún, para la Cuenca del Arroyo Medrano es la primera etapa del cuenco amortiguador del Parque Sarmiento.
Ese día hubo calles anegadas en las zonas del Bajo Belgrano, sobre las avenidas Del Libertador y Figueroa Alcorta. Mientras que los vecinos de Los Piletones denunciaron graves inundaciones en el barrio porteño de Villa Soldati. Hubo anegamientos en zonas de Belgrano, Palermo, Núñez y Boedo, entre otros barrios. Por las intensas precipitaciones, estuvieron interrumpidas las líneas C, D y H de subtes. Simultáneamente ciudades como Bragado y Luján, y otros municipios del conurbano también fueron gravemente afectadas con inundaciones

#### Obras en la cuenca del arroyo Maldonado
En marzo de 2005, durante el segundo mandato de Aníbal Ibarra frente a la jefatura de gobierno, la legislatura porteña sancionó la Ley 1660 autorizando al gobierno de la ciudad a suscribir un convenio de préstamo por 130 millones de dólares estadounidenses con el Banco Internacional de Reconstrucción y Fomento destinado a financiar el "Programa de Gestión de Riesgo Hídrico de la Ciudad de Buenos Aires", consistente en las obras de readecuación de la red de desagües pluviales de la cuenca del arroyo Maldonado.
En abril de 2007, el por entonces jefe de gobierno Jorge Telerman anunció los consorcios y empresas precalificadas en la licitación de las obras del arroyo Maldonado:
Ghela SpA,
Soletanche Bachy-Techint Compañía Internacional SA,
Ferrovial Agroman SA-Construçoe Comércio Camárgo Corréa SA,
SELI Societe Esecuzione Lavori Idraulici SpA-Dycasa SA,
Vinci Construction Grands Projects SA,
Benito Roggio e Hijos SA,
Obrascon Huarte Lain SA, y
Constructora Norberto Odebrecht-Supercemento SAIC.
En febrero de 2008, el gobierno de Mauricio Macri le adjudicó a través del decreto 121/08 a la empresa Ghella SA. las obras túneles aliviadores del emisario principal del arroyo Maldonado y obras complementarias, y adjudicó a través del decreto 542/08 la inspección de las obras al consorcio formado por las empresas Geodata S. A. y Consultores Argentinos Asociados S. A.
En junio de 2009 se anunció la llegada de una tuneladora de origen canadiense destinada a realizar las excavaciones de los dos canales aliviadores del arroyo Maldonado.
En julio de 2009, antes de que comenzaran a funcionar las excavadoras y a raíz de un recurso de amparo presentado por dos diputados porteños de la Coalición Cívica, Sergio Abrevaya y Facundo Di Filippo, y el exlegislador Milcíades Peña, la justicia porteña, a través del juez en lo contencioso administrativo y tributario Juan Vicente Cataldo, dictó una medida cautelar ordenando al gobierno abstenerse de iniciar la obra por "motivos económicos y ambientales", debido a que se habría excedido en 44 millones de pesos el presupuesto aprobado y que la obra excedía en 20 metros la profundidad permitida por contrato y que esto podría contaminar las reservas subterráneas de agua potable.
El gobierno de la ciudad apeló, pero la Sala II de la Cámara porteña confirmó la suspensión.
En el amparo presentado, se denuncia que el pozo de entrada de las tuneladoras, ubicado en Punta Carrasco tenía en el proyecto original una profundidad de 35 metros pero la empresa Ghella decidió ampliarlo a los 55 metros sin realizar los estudios ambientales correspondientes. Esta diferencia de 20 metros, según los denunciantes, implicaría que las perforaciones invaden y podrían contaminar el acuífero Puelche, uno de los reservorios subterráneos de agua potable más importantes de la región.
Adicionalmente, en declaraciones al diario La Nación el exlegislador Milcíades Peña, denunció que la licitación de la obra está afectada por la corrupción y fue concedida a una empresa relacionada familiarmente con Macri:

Se pagaron adicionales de manera ilegal en beneficio de una empresa del grupo Macri. La firma adjudicataria cotizó casi el 50% del precio ofertado por la más cara. Quien ganó fue Ghella, de capitales italianos, que se asoció con Iecsa, de la Argentina, propiedad de Angelo Calcaterra, primo hermano de Mauricio Macri. Es un hecho grave de corrupción y todo esto se continuará en la justicia penal.
Milcíades Peña

A pesar de la orden judicial, en septiembre de 2009 el gobierno de Macri comenzó las excavaciones de los canales aliviadores, justificándose que al momento de la realización de la denuncia el pozo de Punta Carrasco ya se había terminado.
En diciembre de 2009, la justicia porteña volvió a ordenar que se frenen las obras en el arroyo Maldonado "hasta tanto se dicten los actos administrativos y técnicos que permitan resolver las irregularidades denunciadas" pero sin embargo desestimó los argumentos de la demanda que sostenían la ausencia del correspondiente estudio de impacto ambiental.
En el fallo del tribunal, obliga al Gobierno de la Ciudad a presentar un aval justificando el incremento en 40 millones de pesos al valor pactado en la licitación de la obra.
Al día siguiente del fallo del tribunal, el gobierno de Macri presentó a la justicia el decreto por el cual se autoriza el cambio en el valor de la obra en unos 40 millones de pesos.
Las obras en el arroyo continuaron su curso justificadas a través de declaraciones del procurador general de la ciudad, Ramiro Monner Sans: "se presentaron los actos administrativos que se requerían y por eso hoy se avanza con la obra porque no hay una manifestación en contrario que lo impida".
Hasta febrero de 2010, el primero de los dos canales aliviadores que se extenderá a través de 4,6 kilómetros desde la desembocadura del río de la Plata en Costa Salguero hasta la calle Niceto Vega en el barrio de Palermo ya tiene construidos 700 metros.

#### Conflicto con manteros
En enero de 2012, la Policía Metropolitana realizó diversos operativos en la calle peatonal Florida para retirar de allí a los manteros y artesanos que en forma ilegal vendían sus mercaderías instalados en la parte central de la arteria a lo largo de casi toda su extensión afectando así a los comerciantes legales por la competencia desleal. Si bien, los operativos resultaron efectivos, se vivieron momentos de tensión, de violencia y de cortes parciales o totales de Avenida Córdoba y Avenida Corrientes.

### Política de gestión de gobierno

#### Sistema de Boleta Única Electrónica
Durante la última etapa del gobierno de Mauricio Macri, se sancionó la utilización de la Boleta Única Electrónica, que se comenzará a utilizar a partir de julio de 2015.
El mismo, ya utilizado en la Provincia de Salta, emite un voto que cuenta con respaldo electrónico y respaldo físico (en papel). La autoridad de mesa entrega una boleta al votante, la cual está en blanco y tiene un chip sin información. El votante inserta la boleta en una computadora que presenta las listas de candidatos. El votante selecciona su voto y el mismo se imprime en la boleta y se guarda en el chip. El votante puede verificar que su voto se haya guardado correctamente con un lector de chip que presenta la máquina y viendo la impresión.
El sistema de boleta única electrónica evita el robo de boletas, reduce enormemente la cantidad de votos impugnados y reduce la posibilidad de realizar fraudes como el "voto hormiga" o "voto cadena". Por tanto, resulta en un ahorro importante de infraestructura para los partidos políticos, tanto para generar boletas como para fiscalizar las mismas. También da más transparencia a la elección contando con una doble verificación.

#### Despido de empleados y conflicto sindical
Una de las primeras medidas adoptadas por Macri fue el despido de 2.400 empleados de la ciudad a los que no se les renovaron sus contratos, afirmando que se trataba de «ñoquis» (‘empleados que no se presentan a prestar servicios’). La medida llevó a un conflicto sindical, luego de que el Sindicato Único de Trabajadores de la Ciudad de Buenos Aires (SUTECBA-CGT) y la Asociación de Trabajadores del Estado (ATE-CTA), declararan huelgas y movilizaciones en protesta por la medida. Como contramedida, Macri dispuso la intervención gubernamental de la obra social (sistema de salud) de los trabajadores de la ciudad.
En enero de 2008, la jueza Elena Liberatori ordenó al Gobierno porteño la reincorporación de los 2400 empleados al Gobierno de la Ciudad.
Dicho fallo fue apelado y la Sala I de la Cámara de Apelaciones porteña falló a favor del Gobierno Porteño.

#### Efectivización de 17000 contratados
Luego de un acuerdo con el Sindicato Único de Trabajadores del Estado (SUTECBA), el gobierno de la ciudad anunció en 2009 el pase a planta permanente de 17 000 contratados, que trabajaban bajo la modalidad «empleo temporario» fijada en los contratos 948 y 959, suscriptos por Aníbal Ibarra y por Jorge Telerman respectivamente.

#### Anomalías con Licencias Médicas
En enero de 2008, Mauricio Macri denunció anomalías con licencias médicas de empleados del gobierno porteño, al detectarse que durante 2007 fueron otorgados 2.700.000 días de licencia médica a razón de 20 días por empleado, por lo cual designó a Daniel Ferranti al frente de la Dirección Médica Laboral y llamó a concurso para incorporar 150 profesionales médicos para dicha dependencia.

#### Censo de empleados del Gobierno de la Ciudad
En marzo de 2008, el gobierno porteño puso en marcha un censo obligatorio de empleados de la ciudad a fin de establecer la cantidad de personal que trabaja en las distintas dependencias de la Capital.
Como resultado, se detectó que el 11,5 % de la nómina del personal presentaba irregularidades, entre esos casos de muertos que seguían cobrando y personas con más de 1.000 días de licencia médica.

### Política legislativa
Se ha presentado en la legislatura porteña un informe que explica que el Jefe de Gobierno porteño de un total de 3225 leyes ha dejado sin reglamentar, conforme la manda constitucional (art. 102 CCABA) el 12% de ese total al 15 de agosto de 2010. 

El problema institucional de la no reglamentación es más grave que el del veto, porque si se veta una ley La Legislatura tiene la posibilidad de insistir, pero si no se reglamenta el Ejecutivo aplica una política arbitraria, y no aquello que se consensuó en la Legislatura” manifestó la legisladora Diana Maffía, autora de la investigación.

### Política pública
El gobierno porteño ha sido criticado en varias oportunidades por tener una política de subejecución del presupuesto. En el área de política habitacional, la ejecución cayó de casi el 87 por ciento en 2007 a menos de del 20 por ciento en 2010. Contando con programas con un cero por ciento de ejecución, y varios con porcentajes menores al 15%.
El área Infraestructura y Equipamiento del Ministerio de Educación muestra una ejecución del 48%, $212 millones sobre $441,3 millones aprobados, a pesar de los problemas edilicios, de aguas, cloacales y de calefacción que sufren los establecimientos de educación de la Ciudad, según denuncian las organizaciones sociales y los actores parte.

### Política sanitaria

#### Mortalidad infantil
En los últimos años, a contramano del país, la mortalidad infantil, ha aumentado en la ciudad, desde 6,7 por cada mil niños nacidos en 2010, hasta 8,9 por mil en 2014, muy lejos de los Objetivos del milenio indicados por las Naciones Unidas para 2015, que los ubican debajo de 5,6. De hecho, la mortalidad venía en bajada desde 2004 en adelante hasta que la tendencia se revirtió en 2011 al comenzar la segunda gestión de Mauricio Macri. Y en toda la gestión del PRO, desde 2007, la brecha de la mortalidad infantil entre el norte y el sur aumentó de un 64% al 84%. Un informe de la Auditoría General de la Ciudad (AGCBA) -número 3.12.15-, a cargo de Cecilia Segura, la falta de recursos humanos en distintas áreas no permite realizar las tareas de promoción ni cuidado adecuado de la salud de esta población.

#### Plan de Cobertura Porteña de Salud
En septiembre de 2010 y luego de estudios de factibilidad técnica, se puso en marcha el plan de Cobertura Porteña de Salud (CPS) para todo residente de la ciudad de Buenos Aires que no posea ningún tipo de cobertura médica, otorgándose el acceso a un médico clínico de cabecera para atención primaria y derivación al hospital público más cercano para realización de estudios complementarios. Asimismo, el plan comprende la atención odontológica gratuita y acceso a medicamentos en forma gratuita en los hospitales de agudos zonales.

#### Polémica por servicio de Zooterapia
En noviembre de 2010, el Gobierno de la Ciudad decidió cerrar las instalaciones de un centro de zooterapia para chicos y chicas con discapacidad ubicado en Parque Roca, Lugano. Allí se le daba ayuda y contención a más de 500 niños desde 1993. La explicación del cierre dada por el gobierno porteño fue que el cierre había sido temporal para pasar a depender del hospital infantojuvenil "Dra Carolina Tobar" y con el objeto de crear un centro de día de atención integral. En julio de 2011 se publicó en el boletín oficial la creación del centro de día "J.A Roca" que incluye actividades de huerta orgánica, terapias asistidas con animales y deportivas. El centro inició sus actividades el 30 de agosto de 2011.

#### Inversión tecnológica

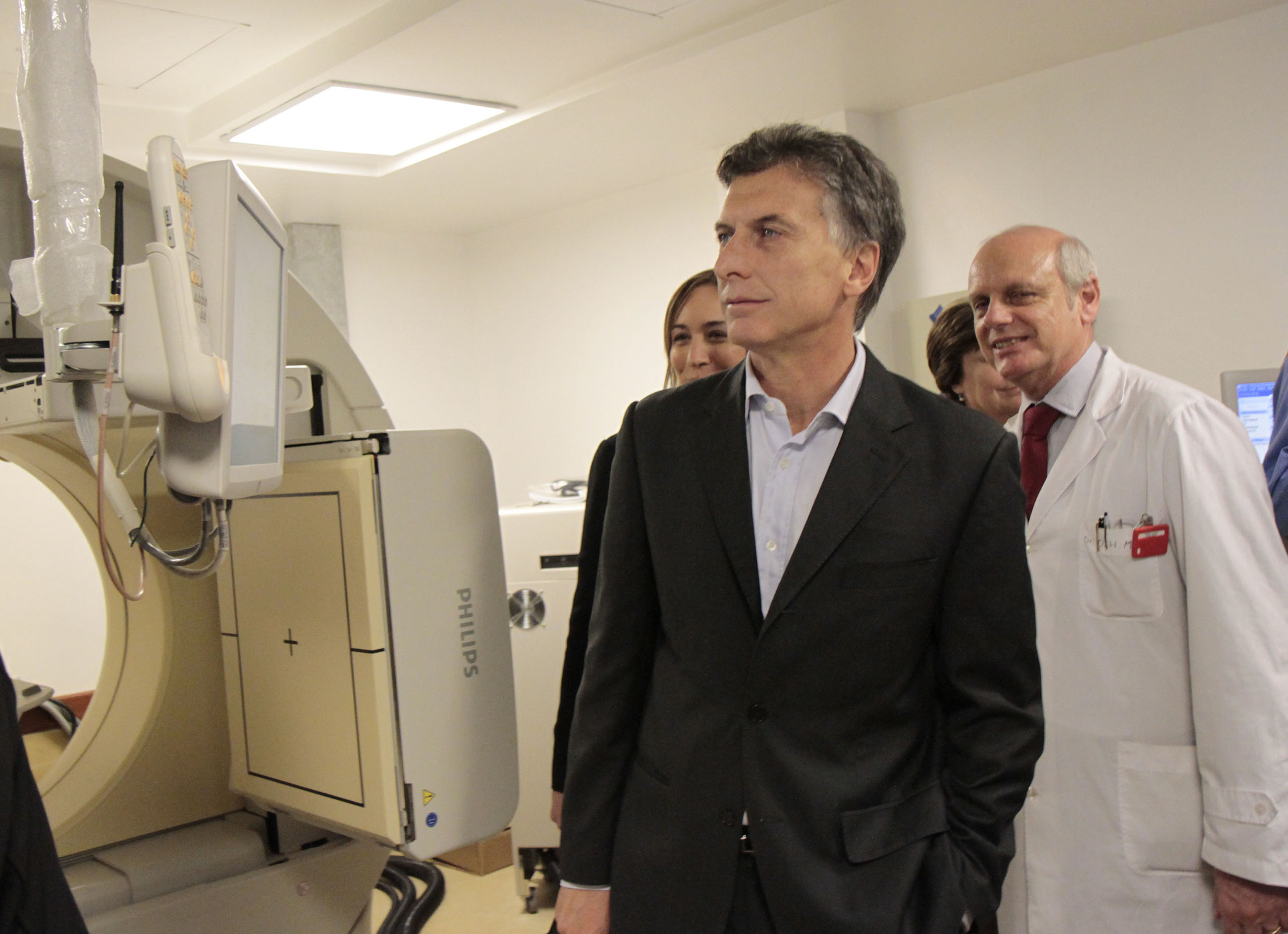
Inauguración del tomógrafo en el Hospital Argerich

Al comienzo de su gestión, en mayo de 2008, el diario Clarín denunciaba que el Hospital Álvarez, el único Hospital de la ciudad gratuito con servicio de resonancia magnética que funcionaba, daba turnos para dentro de 7 meses, y según la auditoría interna de la ciudad, únicamente el 50% de los quirófanos funcionaban. En los 5 años de gobierno previos de Ibarra-Telerman, la inversión en tecnología no alcanzaba el 1% del total del presupuesto de Salud.
El gobierno de Macri presentó un proyecto de Ley para reequipar los hospitales porteños que se aprobó el 3 de julio de 2008 por 150 millones de pesos, que incluía resonadores magnéticos, tomógrafos, respiradores, equipos de rayos X y ecocardiógrafos entre otros equipamientos.
El 12 de marzo de 2009 Macri inauguró el tomógrafo del Hospital Pirovano, donado por una ONG, quedando en 11 los pertenecientes a los hospitales porteños funcionando un total de 7.
En noviembre de 2009, un boletín del Partido Obrero "Tribuna de Salud" denunció que de los 33 hospitales públicos, uno se encontraba equipado con un resonador y tres de ellos contaban con un tomógrafo.
En 2011, en la plataforma política del Frente para la Victoria se denunciaba que solo existían 4 tomógrafos en los hospitales públicos porteños, pero solo uno funcionaba.
En marzo de 2012, Mauricio Macri inauguró un nuevo tomógrafo en el Hospital Fernández.
En diciembre de 2012, se incorporaron un nuevo tomógrafo, un mamógrafo y un seriógrafo en el hospital Santojanni.
En diciembre de 2012 se incorporó el primer tomógrafo en la historia del hospital Muñiz.
En septiembre de 2013 en el hospital Penna, se inauguró un tomógrafo y una nueva guardia de 1200 metros cuadrados cubiertos.
En agosto de 2013 se incorporó y puso en funcionamiento un tomógrafo en el hospital Tornú.
En agosto de 2013 se incorporó una cámara Gamma y un tomógrafo nuevo en el hospital Argerich para reemplazar al anterior, de 18 años de antigüedad.
En diciembre de 2013 se inauguró un tomógrafo en el hospital Udaondo del barrio de Barracas.
Hacia fines de 2013, el gobierno porteño llevaba invertidos más de 100 millones de pesos en equipamiento, incorporándose 700 equipos médicos al sistema público de salud, entre los que se destacan, además de los tomógrafos, 12 torres de video para gastroendoscopias, 31 equipos de rayos, 2 equipos de hemodinamia, 8 sistemas de digitalización de imágenes y 44 ecógrafos.

#### Subejecución
La Dirección de Recursos Físicos de Salud ejecutó en el año 2010 42.212.819,69 de pesos de los 69.214.206 pesos proyectados en y Maquinaria y Equipo 6.573.384,94 de los 21.189.436 pesos asignados. En construcciones, se ejecutaron 37.803.047,88 pesos de los 62.782.954.
El 12 de abril de 2011 ATE lanzó un paro de 24hs en reclamo de aumentos de sueldos, nombramientos y falta de insumos.
En febrero de 2010, el gobierno dejó vencer en un galpón más de 5 millones de pesos en medicamentos. El subsecretario del Ministerio de Salud porteño, Rodolfo Kirby, aseguró que “no es tan grave” que se hayan vencido medicamentos e insumos hospitalarios. “No se deterioró la salud de nadie”, afirmó el funcionario.

#### Turnos telefónicos en hospitales públicos
En mayo de 2011 se puso en marcha por primera vez el sistema de obtención de turnos en diversos hospitales públicos que elimina las colas para obtención de turnos en forma personal.

#### Veto a ley de medicamentos
La ley 2566, votada a fines de 2007 por la Legislatura, fue vetada por Macri con el principal argumento de que “no es viable en el contexto y las condiciones previstas”. La ley proponía la creación de un laboratorio estatal que fabricara medicamentos para ser dirigidos exclusivamente al sistema de salud estatal, que los hospitales públicos denuncian su faltante. Además, la ley incluía la capacitación de personal e investigación y desarrollo en el campo farmacéutico. El legislador de la CTA Martín Hourest, sostuvo que “En sus falsas argumentaciones para vetar la ley, Macri evidencia que defiende el monopolio y la producción privada de medicamentos”.

#### Falta de gas en el Hospital Borda
En julio de 2011, la Defensoría del Pueblo de la Nación denunció que a la falta de gas, se suma un elevado número de ventanas y vidrios rotos, la falta de provisión de mantas y frazadas, la falta de agua caliente para por lo menos 600 pacientes afectados, en el Hospital de Salud Mental Borda. Esta situación continuó por más de 90 días.

#### Construcción Centro de Salud en Lugano
En 1986, la Ordenanza 41.795 fijaba la construcción de un Hospital en Villa Lugano, especificando la cantidad de camas que debía tener 240. La Ordenanza fue derogada en 2005 por la legislatura, volviendo a determinar la construcción del hospital pero sin especificar de qué tipo.
En la campaña de 2008, el PRO retomó esa ley en un afiche anunciaba la construcción de un hospital con 240 camas, 35 consultorios, 25 camas de terapia intensiva, 8 quirófanos, 300 médicos y 220 enfermeras. Ya en funciones, el gobierno construyó la primera etapa del centro, que fue inaugurado en junio de 2009, con 33 consultorios de diferentes especialidades, laboratorios de análisis clínicos, guardia médica y base del SAME. Una vez finalizada esa etapa, el gobierno ordenó un estudio de expertos médicos ad honorem de la Academia Nacional de Medicina que concluyó que por las características socio sanitaria, las intervenciones de mayor complejidad son absorbidas en mayor medida por otros hospitales.
Sobre la base de la diferencia con la ley 1.769 de 2005, una comisión vecinal presentó un amparo solicitando se ordene al gobierno terminar las etapas del Hospital General de Agudos de Lugano. La jueza Elena Liberatori hizo lugar e impuso una multa a Macri y al Ministro de Salud Jorge Lemus hasta tanto no documenten la continuación de las obras, que no fueron retomadas.

#### Deficiente planificación de la "desmanicomialización"
El 21 de diciembre de 2010 los jueces de la Sala II de la Cámara de Apelaciones en lo Penal, Contravencional y de Faltas resolvieron convalidar la sentencia del juez de Primera Instancia, Marcelo Bartumei Romero, en relación al habeas corpus preventivo y colectivo presentado por el Asesor Tutelar Carlos Bigalli. El objetivo de la acción de habeas corpus a favor de niñas, niños y adolescentes internados, aún contando con alta médica, en el Hospital Infanto Juvenil Dra. Carolina Tobar García” y en el “Hospital de Emergencias Psiquiátricas Torcuato de Alvear”, consistió en obligar al Gobierno local a cesar con privaciones de libertad por no contar con políticas públicas adecuadas para la atención de este universo poblacional desconociendo la protección integral de sus derechos.
Así, se confirmó la declaración de ilegalidad de esta práctica sistemática llevada a cabo por las autoridades locales. La resolución de este habeas corpus revela la deficiente planificación y ejecución de políticas públicas con sistema de redes, en el marco de la denominada “desmanicomialización”.

### Política de seguridad

#### Creación de la Policía Metropolitana
Luego de algunos meses de negociaciones con el gobierno nacional, acerca del traspaso de parte de la Policía Federal a la Ciudad de Buenos Aires, no se llegó a un acuerdo. Macri decidió crear una Policía Metropolitana de la Ciudad de Buenos Aires, el 17 de marzo de 2008, integrada inicialmente por unos 15.000 agentes. El gobierno anunció que la Policía Metropolitana comenzaría a actuar en el curso de 2008.
A fines de septiembre de 2009 el inicio de las actividades de la Policía Metropolitana estaba demorada y que el primer grupo de agentes en entrar en funciones serían unos 40 agentes destinados a controlar a los vendedores ambulantes, y que en 2009 solo entrarían en funciones unos 250 policías, dedicados principalmente a controlar el tránsito.
El Ministro de Seguridad informó también que la Policía Metropolitana funcionaría inicialmente con dos comisarías, una para la zona norte y otra para la zona sur.
El 5 de febrero de 2010, la Policía Metropolitana entró en funciones con 500 agentes en los barrios de Villa Pueyrredón, Coghlan y Villa Urquiza. El 3 de julio de 2009, Macri designó como primer jefe de la Policía de la Ciudad a Jorge "Fino" Palacios.Palacios era un ex comisario de la Policía Federal Argentina dado de baja en 2004 de esa fuerza por las grabaciones que mostraron que mantenía conversaciones telefónicas con uno de los imputados en el secuestro de Axel Blumberg sin conocimiento de sus superiores Palacios también tenía otros antecedentes penales que lo relacionaron como encubridor con el atentado terrorista contra la AMIA de 1994, y los homicidios cometidos por la represión policial en las cercanías de Plaza de Mayo el 20 de diciembre de 2001, en circunstancias en las que el policía se hizo presente sin órdenes que los justificaran, llegando a ser procesado en la causa.  El fiscal de la causa AMIA había pedido el procesamiento de Palacios por alertar a los empresarios textiles Kanoore Edul de un inminente allanamiento; a su vez Kanoore Edul es la empresa contratada por el gobierno de Macri para proveer los uniformes de la policía.
A fines del 2011, la Policía Metropolitana contaba con 2500 efectivos, 76 patrulleros con GPS y cámaras internas y externas y 2000 cámaras fijas en distintos puntos de la ciudad.[cita requerida] Para ese entonces la Policía Metropolitana custodiaba, la comuna 4 (comprende los barrios de La Boca, Barracas, Parque Patricios y Pompeya), las comunas 12 (Villa Pueyrredón, Villa Urquiza, Coghlan y Saavedra) y 15 (Villa Ortúzar, Parque Chas, Agronomía, La Paternal, Chacarita y Villa Crespo).

#### Conflicto de 2009 con el Gobierno Nacional por la Policía Federal
El 26 de septiembre de 2009 se dio a conocer que el gobierno de Mauricio Macri tenía una deuda de $36.000.000 debido a la falta de pago de las remuneraciones de unos 1700 agentes de policía solicitados por la Ciudad de Buenos Aires al gobierno nacional para custodiar edificios y funcionarios públicos.
El 3 de noviembre de 2009, tras una reunión celebrada en la Casa de Gobierno entre el ministro de Justicia, Seguridad y Derechos Humanos Aníbal Fernández, su homólogo porteño Guillermo Montenegro y el jefe de Gabinete del Gobierno de la Ciudad de Buenos Aires, Horacio Rodríguez Larreta, se llegó a un acuerdo por el cual la Ciudad de Buenos Aires canceló la deuda. En esa ocasión las autoridades porteñas sostuvieron que no pagarían más dinero a los efectivos federales por la seguridad en espacios públicos como parques, porque considera que es parte de la tarea que desempeña la Policía Federal Argentina en el distrito. En cambio, el gobierno porteño reconsideraría la presencia de efectivos para el cuidado de hospitales y otros edificios públicos.

#### Polémica por la designación del jefe de Policía Metropolitana
El 3 de julio de 2009 Macri designó como primer jefe de la Policía de la Ciudad a Jorge el Fino Palacios.
Palacios es un excomisario de la Policía Federal Argentina, que fue dado de baja en 2004 de esa fuerza por las grabaciones que se descubrieron en la que mantenía conversaciones telefónicas con uno de los imputados en el secuestro de Axel Blumberg, sin conocimiento de sus superiores.
Palacios había sido acusado de encubridor por el fiscal en la causa por el atentado terrorista contra la AMIA de 1994, pero el juez interviniente no hizo lugar a su procesamiento. Por otra parte, fue procesado y sobreseído por el juez en la causa sobre los homicidios cometidos por la represión policial en las cercanías de Plaza de Mayo el 20 de diciembre de 2001, en circunstancias en las que el policía se hizo presente sin órdenes que los justificaran.
La designación de Palacios fue cuestionada por organizaciones de derechos humanos como la de los familiares del atentado contra la AMIA y las Madres de Plaza de Mayo.
Macri defendió a Palacios y desestimó las críticas atribuyéndoles una «intencionalidad política».
El 25 de agosto de 2009, menos de dos meses después de su designación, Palacios renunció.
Poco más de un mes después, el 1 de octubre, fue procesado por encubrir el atentado terrorista contra la AMIA de 1994, donde efectivamente se encontraba imputado.
En una conferencia en la Universidad de Palermo, Mauricio Macri reconoció que "fue un error no haber reconocido el nivel de conflictividad que podía traer. Palacios es respetado por muchos pero también tiene enemigos, y terminó metiendo en esa guerra a mi gobierno".
A mediados de mayo de 2012 se cerró la etapa de instrucción de la causa, siendo elevada a juicio oral y público.

### Política vial

#### Ampliación de carriles exclusivos para taxis y autobuses (colectivos)
El 2 de junio de 2008 Mauricio Macri anunció un plan de acción para mejorar el tránsito porteño. Entre otras medidas, adelantó que se ampliarían los carriles exclusivos para el transporte público en las avenidas Córdoba y Entre Ríos. En ese momento, desde el gobierno porteño sostuvieron que iban a permitir que los taxis ocupados los usaran durante el horario de funcionamiento de los mismos, pero no los vacíos, porque entorpecían el tránsito.
La decisión generó una movilización de protesta del Sindicato de Peones de Taxis el 19 de agosto frente a la sede del Gobierno. Tras esa marcha, la Comuna acordó una prórroga de 120 días para buscar consensos. Entonces se decidió habilitar los carriles permitiendo la circulación de taxis vacíos durante una parte del horario de exclusión. Las empresas de colectivos criticaron la modificación del proyecto original que finalmente benefició a los taxistas, y manifestaron que la medida se volvía "inútil". El 9 de septiembre hicieron su propia marcha hacia la Jefatura de Gobierno.

#### Plan Prioridad Peatón
En diciembre de 2008, se peatonalizó la calle Reconquista. El proceso de reconversión de las calles del centro es parte del Plan Prioridad Peatón, que el gobierno porteño, durante las gestiones de Aníbal Ibarra y Jorge Telerman ejecutó en los pasajes Carabelas, Zelaya y Tres Sargentos. En Reconquista, según un estudio oficial, las propiedades se revalorizaron hasta 12 por ciento después de la peatonalización.
En 2010, el gobierno peatonalizó la calle Suipacha, a partir de la Avenida Santa Fe. Esta obra generó polémica con la oposición. El legislador Sergio Abrevaya, del partido Coalición Cívica, afirmó que se opone “no a que sea Suipacha peatonal o no: Reconquista no quedó mal”, sino al hecho de que “no hay un plan integral de reducción de tránsito en el microcentro”.

#### Bicisendas yEcobici

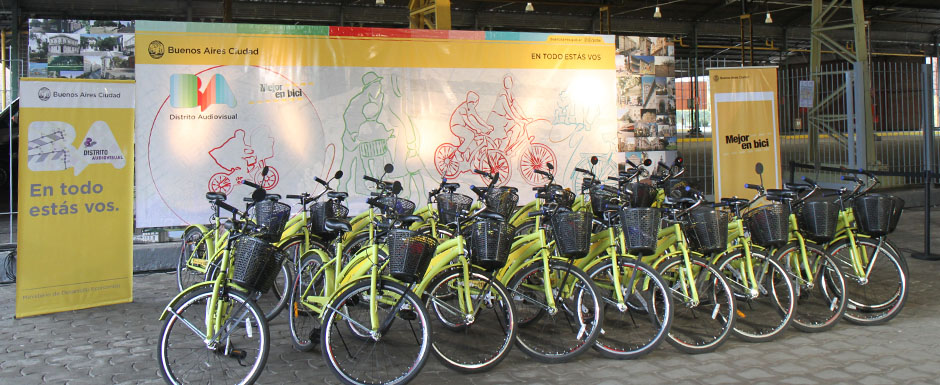
Estación de bicicletas públicas 22, Colegiales

En 2010, el Gobierno Porteño de Mauricio Macri puso en marcha el primer sistema de Ecobici, transporte público de bicicletas, del país. El sistema apunta a la creación de 200 estaciones de entrega y devolución de bicicletas.
Este sistema complementa la política de construcción de bicisendas. Desde el comienzo de la gestión de Macri se dio fuerte impulso al desarrollo de bicisendas, hasta conformar una red interconectada a través de muchos barrios de la ciudad, tales como Núñez, Palermo, Belgrano, Balvanera, Recoleta, Almagro, Retiro, San Nicolás, Puerto Madero, Monserrat, San Telmo, Parque Patricios, Boedo, etc.
Durante el primer año de funcionamiento, se realizaron 370.000 viajes con este medio de transporte.
En enero de 2013, se alcanzaron los 100 kilómetros de ciclovías en la ciudad de Buenos Aires.

#### Puesta en marcha de nuevos carriles
El 26 de septiembre, el jefe de Gabinete porteño, Horacio Rodríguez Larreta, y el Secretario de Desarrollo Urbano, Daniel Chaín anunciaron la creación de contracarriles en la Avenida Jujuy/Pueyrredón entre Avenida Belgrano y Marcelo T. de Alvear, en Santa Fe entre Plaza Italia y Cerrito. Y un carril exclusivo normal en la Avenida Belgrano.
"El transporte público es la forma más inteligente de movernos, y por eso es nuestra prioridad", aseguró Rodríguez Larreta. "Demostramos que sentándonos a hablar pudimos llegar a un acuerdo. Esta medida tiene un amplio consenso", agregó Chain.
Un año después de la creación de los primeros carriles exclusivos se comprobó que hubo una reducción del tiempo de viaje de un 33% utilizando transporte público en esos carriles.

#### Fatalidades en accidentes de tránsito
Un informe de la Defensoría del Pueblo porteña, en el que se detalla que la cantidad de personas fallecidas durante el primer semestre de 2013 aumentó un 47%. La mayoría de los que murieron eran peatones este año aumentó un 47%. La mayoría de los que murieron eran peatones
Se registró un fuerte incremento de la cantidad de víctimas fatales por accidentes de tránsito en el ámbito de la Ciudad de Buenos Aires. 
Según números oficiales que se difunden en el informe, al diferenciar las víctimas fatales (muertes in situ) de las personas lesionadas -siempre comparando los primeros semestres- en 2013 fallecieron 53 personas, mientras que en 2012 habían perdido la vida 36. El mismo estudio además revela la cantidad de personas que resultaron lesionadas en siniestros viales: en el primer semestre de 2011 se registraron 5.111; en 2012 fueron 5032; en tanto que ese año el número fue de 5099.
En 2009 los fallecidos por accidentes de tránsito disminuyeron un 40% con respecto al 2008. Se creó el Cuerpo de Agentes de Control de Tránsito y Transporte para que controlen el tránsito vehicular en la ciudad. Como consecuencia de los mayores controles vehiculares hubo una disminución de un 50% en los casos positivos de alcoholemia, lo que redujo considerablemente los accidentes. el índice volvió a incrementarse fuertemente en 2010.

#### Pasos bajo nivel

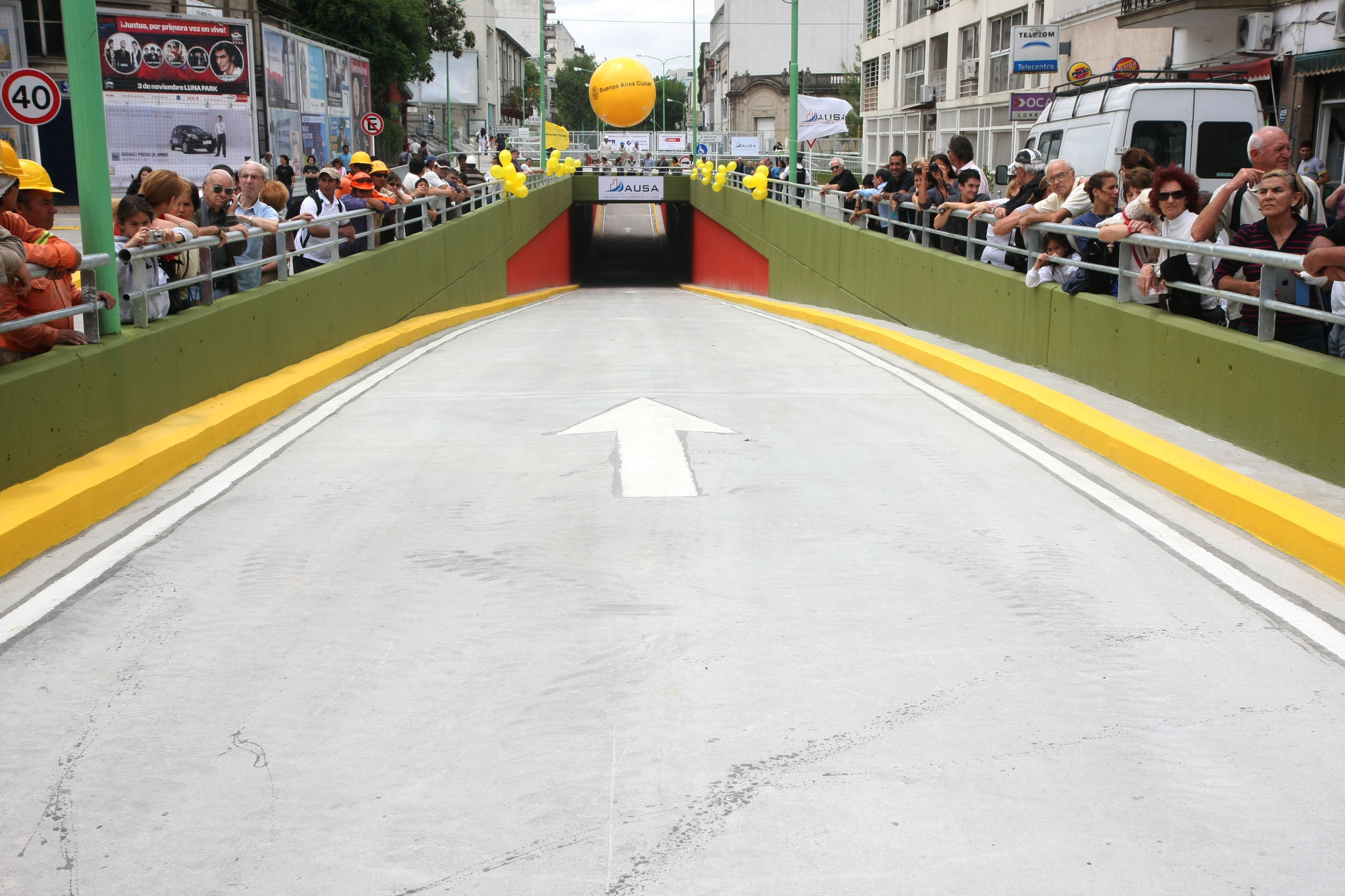
Inauguración paso bajo nivel Manuela Pedraza

Durante su gestión, se inauguraron 22 pasos bajo nivel de automóviles con el objeto de incrementar el flujo de tránsito en cruces ferroviarios y mejorar la seguridad vial. Desde 2007 fueron realizados el paso a nivel en las siguientes calles o avenidas: Av. Monroe, Av. Mosconi, Av. Crisologo larralde, Besares, Iberá, Arias, Soler, Av. Sarmiento, Bonorino, Av. Dorrego, Punta arenas, Olazabal, Pacheco, Ceretti, Donado y Holmberg.

#### Metrobús

##### Metrobús Palermo-Liniers
El 31 de mayo de 2011 se puso en funcionamiento el servicio de Metrobús, que une Liniers con Palermo (Buenos Aires) a través de carriles exclusivos ubicados en el centro de la avenida Juan B. Justo, con estaciones construidas a nivel elevado para facilitar el ascenso y descenso de pasajeros. Tiene paradas ubicadas en el centro de la avenida Juan B. Justo. Se construyeron 42 paradas de colectivo, 21 por lado. Redujo el tiempo de viaje de Liniers a Palermo en un 40 %. Utilizan estos carriles exclusivos las líneas 34, 53, 99, 109, 110, 166 y 172.
Según el Secretario de Transporte de la Nación Argentina y exjefe de campaña de Mauricio Macri en 2003, Juan Pablo Schiavi, «Han hecho una obra en el medio de la avenida, y eso me parece un error garrafal». Esta y otras expresiones de similar tenor generaron un debate entre Schiavi y el Ministro de Ambiente y Espacio Público del Gobierno de la Ciudad Autónoma de Buenos Aires, Diego Santilli quien entre diversas réplicas, difundió un comunicado donde se expresaba que “el Metrobús o BRT funciona en 150 ciudades del mundo y sus ventajas en ahorro de tiempo, mejora del tránsito y disminución de contaminación están comprobadas”.
La aplicación de estos carriles exclusivos tienen sus ventajas y desventajas siendo un aporte para la seguridad vial y el tránsito porteño. El Metrobús porteño
fue calificado por expertos del Instituto de Políticas para el Transporte y el Desarrollo como uno de los peores del mundo, con una de las calificaciones más bajas junto al de Nueva Delhi.

##### Metrobús Puente La Noria - Constitución

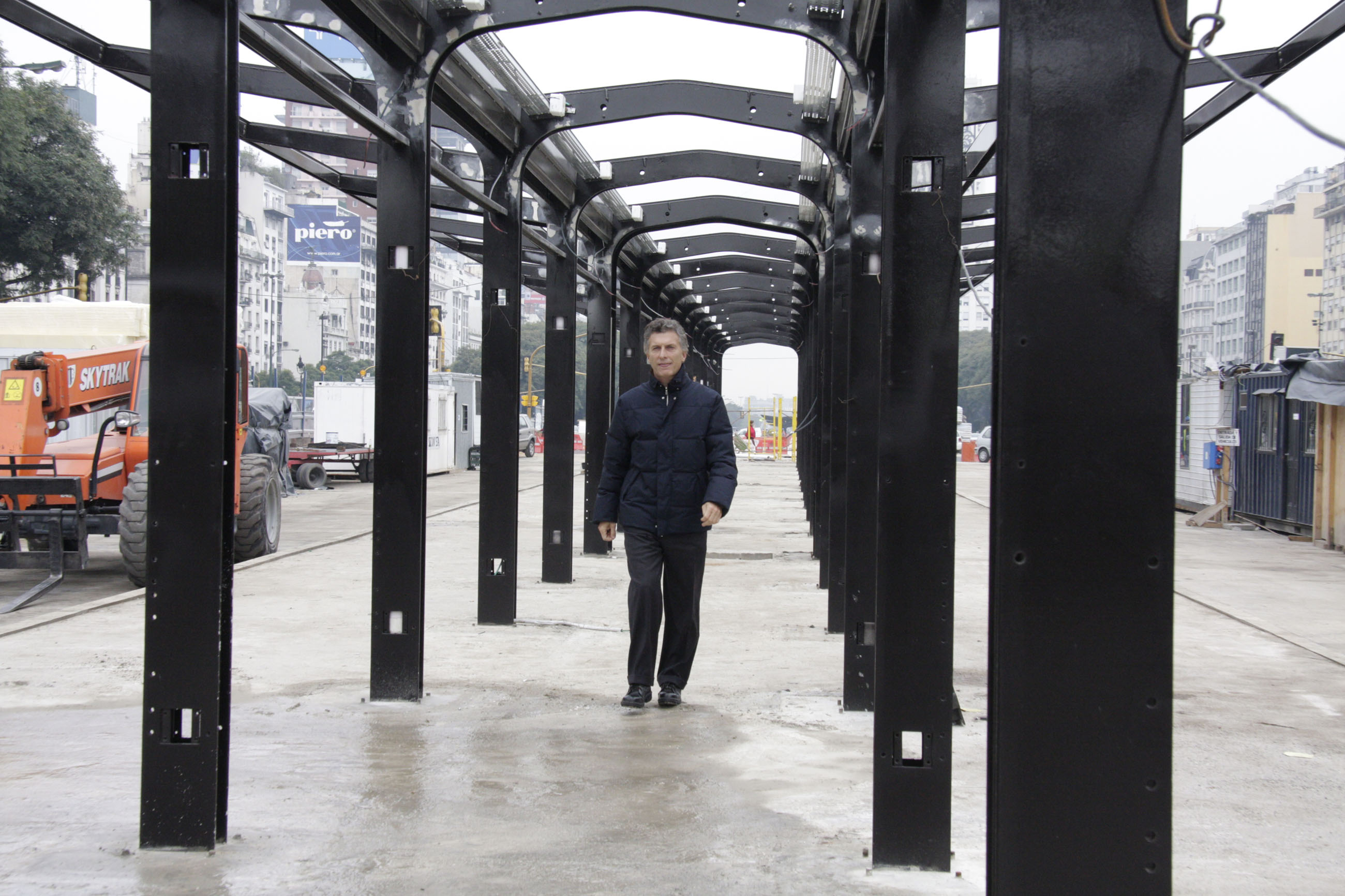
Mauricio Macri recorriendo las obras del Metrobús 9 de Julio.

En agosto de 2013, se inauguró el Metrobús Sur que une en un recorrido de 23 km los centros de transporte de Puente La Noria y Constitución, atravesando 8 barrios.
El recorrido es utilizado por 18 líneas de colectivos, beneficiando a 250.000 usuarios de los barrios del sur de la ciudad y del conurbano.
Para su puesta en funcionamiento, se construyeron 36 estaciones techadas y se mejoró la iluminación.

##### Metrobús 9 de Julio
En julio de 2013, se inauguró el sistema de Metrobús en la avenida 9 de julio, con una traza de 3 km y 17 estaciones entre la avenida San Juan hasta Arroyo.
El recorrido es utilizado por 11 líneas de colectivos, beneficiando a 200.000 personas que circulan por el centro porteño.
La obra redujo el tiempo de los colectivos que circulan en un 50 %, el tiempo de viaje que anteriormente era de 40 minutos se redujo a entre 15 y 22 minutos.

##### Terminal de Combis Subterránea

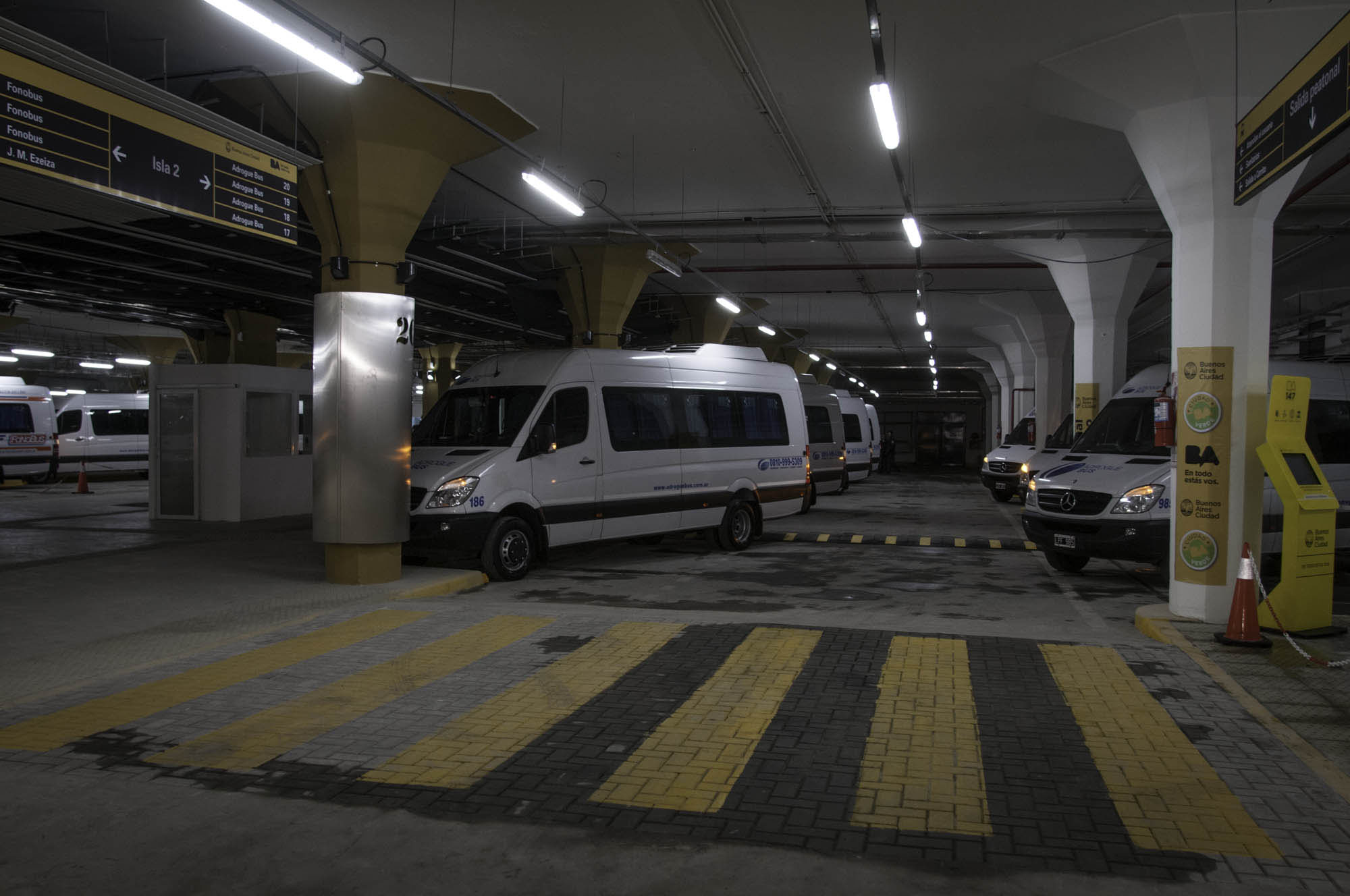
Terminal de Combis Obelisco.

En julio de 2013, se puso en funcionamiento una terminal de combis debajo de la avenida 9 de Julio, con capacidad para 550 vehículos.
El objetivo de la obra, era normalizar el tránsito y estacionamiento de los distintos transportes chárter que anteriormente se concentraban en las inmediaciones del obelisco en forma irregular, ocasionando congestión en el flujo del tránsito.
La playa subterránea funciona de 5.30 a 01 horas, cuenta con wifi y seguridad privada. Se estima que beneficia a 50.000 pasajeros diarios.

#### Traspaso de subterráneos y premetro

##### Datos Históricos del Traspaso
El ministro de Desarrollo Urbano de la ciudad, Daniel Chain, había asegurado antes de asumir, durante una presentación frente a los legisladores porteños, que se iba a reclamar a Cristina Fernández el traspaso del subte y de 25 líneas de transporte público en manos de la Nación, mientras que también había afirmado que el macrismo iba a aumentar en 27 kilómetros la red de subtes.
En julio de 2009 se decide crear una comisión mixta entre el gobierno nacional y el porteño, para intentar acordar en el término de 60 días la mayoría de los temas de competencias que enfrentan a ambas jurisdicciones, entre ellos el Subte.
En noviembre de 2009, tras la convocatoria al diálogo efectuada por el gobierno nacional para coordinar finalmente la transferencia del subte y las 33 líneas de colectivos, el secretario de Transporte de la Nación, Alejandro Ramos, mantuvo una reunión con el ministro de Desarrollo Urbano porteño, Daniel Chaín, para acercar posiciones, pero sin llegar a ningún acuerdo. Ramos lamentó que Chaín "no tenga las facultades para poder resolver la situación" y consideró que el jefe de gobierno porteño, Mauricio Macri, "no tiene la voluntad de resolver el traspaso". Por su parte, Chaín consideró que "queda pendiente una reunión entre Macri y la presidenta Cristina Kirchner para resolver el traspaso del subte" y exigió también que quede en la órbita de la Ciudad "la Policía, el puerto y el juego".
El 3 de noviembre de 2011 se anunció que la Nación comenzará a negociar con la Ciudad de Buenos Aires el traspaso de la administración de la red de subterráneos y del premetro. La noticia fue bien recibida en el gobierno porteño. Fuentes de la administración nacional afirmaron que la intención es transferir el servicio con los recursos, subsidios incluidos, y definir un sistema progresivo de quita.
El 4 de noviembre de 2011 las autoridades nacionales y del gobierno porteño se reunieron para comenzar a discutir la transferencia de la administración del sistema de subterráneos y el Premetro del ámbito nacional a la órbita de la ciudad de Buenos Aires. El secretario de Transporte, Juan Pablo Schiavi, anunció que el traspaso se hará “con recursos”, pero no aclaró el monto que se destinará. El jefe de Gobierno porteño, Mauricio Macri y su gabinete estimaron que si la Nación no transfiere los 700 millones que hoy destina a subsidios, la gestión PRO se verá en la disyuntiva de compensar esos aportes mediante nuevos subsidios o bien por un aumento de tarifas.
El secretario de Transportes, Juan Pablo Schiavi, anunció que el gobierno nacional le propuso a la ciudad de Buenos Aires la transferencia de la red de subterráneos a partir del 1 de diciembre, con la cesión de todos los activos y la entrega por un año del 50 por ciento del subsidio que actualmente paga la Nación. A su vez, la vicejefa electa de la Ciudad de Buenos Aires, María Eugenia Vidal, señaló que "sorprendió la decisión del gobierno nacional porque en la reunión anterior habíamos hablado de comenzar a trabajar sobre un acta acuerdo y ahora tenemos una propuesta concreta, pero con plazos que nos parecen muy optimistas".
El 22 de noviembre de 2011 la presidenta Cristina Fernández de Kirchner anuncia que el Gobierno nacional busca “cumplir con una ley” al impulsar la transferencia del servicio de subterráneos a la Ciudad de Buenos Aires, al tiempo que criticó el pedido formulado por las autoridades porteñas de extender el pago de subsidios hasta 2017.
El Gobierno Nacional y el Gobierno de la Ciudad acordaron iniciar conversaciones para la transferencia desde el primer día hábil del año de la totalidad de la red de subterráneos y premetro, su fiscalización, control y la potestad tarifaria del servicio. El 2 de enero de 2012 el jefe de Gobierno porteño, Mauricio Macri, confirmó el comienzo del proceso de traspaso de la red de subterráneos y premetro a la ciudad a partir del día siguiente y aseguró que “estudiarán” el valor de las tarifas.
El 3 de enero de 2012 el gobierno nacional y el de la Ciudad firmaron un acta, con el que inician el proceso de traspaso de la red de subterráneos y premetro, con la correspondiente transferencia de la fiscalización, el control y la potestad tarifaría del servicio.
En el acta acuerdo, la Nación se comprometió al pago del 50 % de los subsidios por el término de un año y, al mismo tiempo, se establecía un plazo de 90 días para la formalización de las cuestiones administrativas correspondientes.
El acto de traspaso fue encabezado por el vicepresidente Amado Boudou, quien destacó "la velocidad y capacidad de ejecución" de la operación y afirmó que "va a mejorar la distribución territorial del ingreso". Además de Boudou, encabezaron la firma del convenio el ministro de Planificación, Julio De Vido, y el secretario de Transporte, Juan Pablo Schiavi. Por parte de las autoridades porteñas, asistieron el jefe de gobierno Mauricio Macri y los ministros de Desarrollo Urbano, Daniel Chain, y de Hacienda, Néstor Grindetti
Néstor Segovia, afirmó el mismo día del anuncio, que el sindicato pediría en las próximas paritarias un mínimo un 30% de incremento salarial, aclarando que no fue aprobado en asamblea.
Macri aseguró que en 90 días se tomaría una decisión sobre la tarifa del servicio. Sin embargo, el día posterior, el Gobierno Porteño anunció el incremento del servicio de 1,10 pesos a 2,50 pesos. El incremento del precio del servicio fue rechazado tanto por políticos como por los usuarios del medio de transporte y los trabajadores del mismo, y se juntaron 100.000 firmas en contra de la suba.
Además, se presentaron ocho amparos judiciales por asociaciones civiles y miembros de la oposición, entre los que se encontraban María José Lubertino, Aníbal Ibarra, Nestor Pitrola y Vilma Ripoll entre otros, en contra del aumento, por incumplir con la ley 210 de la Ciudad que, en su artículo 13, exige «la realización de una audiencia pública» y la «intervención del Ente Regulador de Servicios Públicos», para concretar cualquier modificación tarifaria, y por incumplir la Constitución porteña en la que se indica que para la firma de convenios, el Gobierno local necesita contar con aval legislativo, nada de lo cual fue cumplimentado. El juez porteño Fernando Juan Lima "habilitó la feria" para tratar estos amparos, y le otorgó al gobierno de la ciudad un plazo para contestar al amparo. El gobierno porteño ratificó el aumento, dando como justificación «la supresión del 50% de los subsidios» otorgados por el gobierno nacional.
También fue denunciado penalmente por el supuesto delito de «abuso de autoridad» y «violación de los deberes de funcionario público», previstos en el artículo 248 del Código Penal que reprime «con prisión de un mes a dos años e inhabilitación especial por doble tiempo, el funcionario público que dictare resoluciones u órdenes contrarias a las constituciones o leyes nacionales o provinciales o ejecutare las órdenes o resoluciones de esta clase existentes o no ejecutare las leyes cuyo cumplimiento le incumbiere».
Desde Subterráneos de Buenos Aires (SBASE) indicaron que la medida se debe "al severo atraso que acumula la tarifa". Para justificar la suba, la Ciudad volvió a culpar al Gobierno nacional, al mencionar otros aumentos de tarifas en los últimos años y compararlas con "los salarios que mide el Indec".
Por otra parte, el ministro de Hacienda porteño Néstor Grindetti consideró que "se trata de una decisión necesaria para garantizar la prestación del servicio", aunque aclaró que los jubilados y las personas con bajos recursos tendrán un "boleto social", con tarifa diferenciada."Como no tenemos los recursos en el Presupuesto, concluimos que esta es la mejor forma de asegurar el servicio hasta que comience a sesionar la Legislatura", que debe aprobar el convenio suscripto el martes último con el Gobierno nacional, concluyó Grindetti.
El 17 de enero, la justicia porteña rechazó los medidas cautelares solicitadas permitiendo el aumento del 127%, pero aceptó los amparos presentados. Según el juez, “no se advierte que ese agravio revista la entidad necesaria como para considerar que los riesgos de permitir que continúe la situación actual hasta el dictado de la sentencia definitiva sean mayores que los que podrían derivarse del dictado de la cautelar pedida”, pero seguirá tramitando normalmente los recursos de amparo y reuniendo elementos de prueba. El rechazo fue apelado debido a una supuesta «falta de imparcialidad» del juez.
El 14 de febrero Macri pone en duda el traspaso del subte de la órbita de la Nación a la Ciudad. En respuesta a las dudas de Macri, el secretario de Transporte, Juan Pablo Schiavi calificó de “falta de seriedad y coherencia” la actitud del mandatario porteño y detalló que “el gobierno nacional le deposita el 50 % de los recursos desde el 1º de enero“.
El 15 de febrero la vicejefa de gobierno de la ciudad de Buenos Aires, María Eugenia Vidal, vuelve a poner en duda la transferencia de los subtes: “Estamos a la mitad del período de 90 días para el traspaso y nos damos cuenta que tenemos dificultades“, había dicho Vidal.
Schiavi acusó a Macri de medir el proceso de transferencia “con la visión de un almacenero” y remarcó que la ciudad cuenta “con un volumen de operación enorme para el cual esas sumas de dinero (en referencia a las requeridas para la gestión del subte) son irrisorias“.
El 29 de febrero de 2012, el gobernante dio una conferencia de prensa, en donde anunció la devolución del control de los subtes al Gobierno Nacional. Macri anunció la decisión del Ejecutivo porteño de suspender el trabajo de la comisión mixta entre la Ciudad y la Nación para el traspaso de los subterráneos bajo el argumento de que la ciudad no podía hacerse responsable de la seguridad en los subtes.
La decisión de Macri de dejar sin efecto el traspaso fue duramente cuestionada desde el gobierno nacional y legisladores de la oposición porteña, que la calificaron como una actitud “irresponsable”.
El 6 de marzo de 2012 Julio De Vido, ministro de Planificación Pública, presentó una demanda contra el Gobierno de la Ciudad de Buenos Aires, debido al incumplimiento por parte de la Ciudad del acuerdo para hacerse cargo de la administración del subte luego de haberse realizado el traspaso del ámbito de la Nación. El escrito se presentó en la Cámara Nacional de Apelaciones en lo Contencioso y Administrativo Federal. En él, asegura que Macri “incumple con sus obligaciones administrativas y constitucionales al rechazar el traspaso”.
El 8 de marzo de 2012 Cristina Kirchner anunció que será el Parlamento el que determine la diferencia con la Ciudad de Buenos Aires por el traspaso de las seis líneas. “Creo que estas cosas no deben judicializarse. Por lo tanto vamos a remitir al Parlamento un proyecto de ley a los efectos de ratificar el acta que firmamos con la Ciudad de Buenos Aires. Porque es necesario de una buena vez por todas que el Parlamento, donde están representadas las provincias, defina qué modelo de país somos”
El 28 de marzo de 2012 la Cámara de Diputados aprobó por 162 votos a favor y 54 en contra y 18 abstenciones, el proyecto del kirchnerismo que contempla el traspaso del subte el Premetro, el tranvía de Puerto Madero y 33 líneas de colectivos que solo recorren territorio porteño al ámbito de la Ciudad de Buenos Aires.
Hubo una única coincidencia durante la sesión en Diputados: el kirchnerismo logró convertir en ley el proyecto para traspasar a la Ciudad el subte, el premetro, 33 líneas de colectivos y el tranvía de Puerto Madero, aunque Mauricio Macri mantendrá la resistencia a aceptarlo sin los recursos y la mayoría de los espacios políticos dio por descontado que la disputa se dirimirá en la Justicia. Algunos legisladores, incluso oficialistas, contemplaron ese escenario al preparar los discursos e incluyeron argumentos para intentar inclinar el eventual fallo a favor de sus espacios.
“Hay que terminar con la teatralización mediática. Es fundamental que el Gobierno de la Ciudad designe un representante para conformar una mesa de trabajo para cumplir con la ley de traspaso del subte”, señaló el secretario de Transporte, Alejandro Ramos. El funcionario explicó que desde la promulgación de la norma “se han elevado notas al ministro de Desarrollo Urbano, Daniel Chaín, que no han sido respondidas. Esta secretaría está a disposición para avanzar rápidamente en un plan que traiga soluciones”, afirmó dejando la convocatoria abierta a los funcionarios porteños.
Subterráneos de Buenos Aires (Sbase), la empresa estatal porteña dueña de la red y los trenes concesionados a Metrovías sostiene en su última Memoria que en virtud de aquella ley solo resta, “en la práctica, instrumentar el traspaso del control y fiscalización del contrato de concesión”. Y advierte también que “la falta de concreción del traspaso de la concesión dificulta la gestión” de Sbase. El documento está firmado por Juan Pablo Piccardo, el hombre de confianza que el jefe de Gobierno puso al frente de la empresa, y desacredita su argumento de que los legisladores locales son los exclusivos poseedores de la llave para que los subtes vuelvan adonde pertenecen.
La jueza Patricia López Vergara, titular del 6º Juzgado Contencioso y Administrativo de la Ciudad interviene en el traspaso del subte desde principios de agosto de 2012, cuando estalló el paro más largo de la historia del subte y la legisladora del FPV María José Lubertino presentó un amparo para que la justicia garantice el derecho de los usuarios y determine si la Ciudad debe asumir, o no, la titularidad del servicio. El gobierno porteño intentó por diferentes vías diferentes que la magistrada deje la causa por la titularidad del servicio.
El PRO armó una mesa jurídica para intentar destrabar el traspaso en la Justicia. Fabián Rodríguez Simón es uno de los cerebros que diagrama la estrategia jurídica del macrismo por el tema subtes. Pero no solo eso: es también uno de los hombres que trabajó a favor del Grupo Clarín para trabar la Ley de Medios. La “mesa” también la integran el secretario de Legal y Técnica, Pablo Clusellas, y el flamante Procurador, Julio Conte Grand, entre otros.
El 14 de noviembre de 2012 Macri informó que enviará un proyecto a la Legislatura para completar el traspaso. “No nos quedaba otra”, se sinceró. No quiso hablar de tarifas. Pero en su entorno dijeron que se mantendría parte de los subsidios.
Desde el primer minuto de 2013, todo lo que pase en una estación de subte será responsabilidad de Mauricio Macri. El jefe de Gobierno se había resistido un año al traspaso que impulsó Cristina Kirchner pero, según anunció ayer en una inesperada conferencia de prensa, tuvo que rever su postura porque una auditoría le advirtió que con el actual servicio está en riesgo la seguridad de los pasajeros.
“Hemos llegado a la conclusión con mi equipo de que si no nos hacemos cargo del subte, aunque sea en estas condiciones, lo que vendrá a futuro va a ser peor”, anunció Macri, rodeado de ministros y legisladores en el salón Blanco del Gobierno porteño. Tras los aplausos, dijo que la semana que viene enviaría a la Legislatura un proyecto para concretar la iniciativa, aunque resaltó que el PRO no tiene mayoría y que van a necesitar el respaldo de la oposición.
Cuando llegaron las preguntas, Macri pareció salirse un poco del libreto que hasta unos minutos antes de enfrentar las cámaras había acordado con sus principales asesores.
“No nos quedaba otra que hacernos cargo”, soltó. Una manera sutil, o simplemente un lapsus, de confesar que hubiera preferido evitar el compromiso, al menos en estas condiciones. Es que, en medio de la pulseada política con la Casa Rosada, hay tres puntos que finalmente no quedaron resueltos: tarifa, obras e inversiones.

##### Renovación de la Línea A
La diferencia de voltaje eléctrico de la línea A con relación al resto del subte surge a principios del siglo 20.
La Compañía de Tranvías Anglo Argentina (CTAA) era propietaria de la actual línea A (Subte de Buenos Aires) que funcionaba con una tensión eléctrica de 1100 VCC. Afectada por la Gran Depresión y la crisis mundial abandonó el proyecto de la construcción de la Línea C (Subte de Buenos Aires).
El 30 de julio de 1930 el Concejo Deliberante aprobó el proyecto de la empresa española CHADOPyF (Compañía Hispano Argentina de Obras Públicas y Finanzas). Las líneas C, D y E fueron construidas con el estándar europeo de 1500 VCC. La línea A quedó, pues, sin una electrificación preparada para cambiar la tensión de 1100 VCC a los estándares 1500 VCC.
El material rodante del subte de Buenos Aires quedó imposibilitado, así, de ser intercambiado con la línea A (Subte de Buenos Aires). La conversión a 1500 VCC fue postergada varias veces pero con el paso del tiempo se fue haciendo cada vez más necesaria porque los nuevos vagones están en el mercado con especificaciones estandarizadas.
En 2004, el entonces jefe de gobierno Aníbal Ibarra no dejó pasar la visita a la Argentina del presidente chino, Hu Jintao,. Además de conferirle la distinción de “visitante ilustre” de la ciudad, el jefe de Gobierno porteño se reunió ayer con el mandatario y lo puso al tanto de las dos obras de infraestructura en las cuales los chinos están interesados en participar: la construcción de las nuevas líneas de subte y los trabajos en el arroyo Maldonado para evitar las inundaciones. Al encuentro político entre Ibarra y Hu Jintao lo sucedió otro de carácter técnico entre el titular de Subterráneos de Buenos Aires, Edgardo Kutner, y empresarios chinos para avanzar en los detalles de su eventual intervención en los proyectos.
En julio de 2010, el Gobierno nacional consiguió cerrar varios acuerdos en el rubro ferroviario con China que le significarán la renovación de 279 vagones para las líneas de subte A, C, D y E; 24 locomotoras y 160 coches para la línea de trenes General San Martín; la rehabilitación del Belgrano Cargas; la electrificación del Belgrano Norte y Sur; más la provisión de material rodante y rieles; el inicio de los proyectos para construir un subte en Córdoba y la extensión del subte E para conectar Retiro y Ezeiza, entre otras iniciativas

Se fueron, así, sumando las críticas a la gestión de Mauricio Macri, quien había prometido construir 10 kilómetros de subte por año, pero “no se empezó una sola obra nueva”.
En abril de 2012, el Secretario de Transporte de la Nación, Alejandro Ramos, presentó nuevos vagones para el subte que llegaron de China. La inversión alcanzó los 100 millones de dólares. Mientras tanto, Macri continuaba rechazando hacerse cargo del subte. Los coches fueron comprados por el Gobierno nacional a la empresa china Changchun Railway Company. Cuentan con aire acondicionado, circuito cerrado de video y una capacidad de 172 pasajeros por unidad.
En julio de 2012 se analizó la posibilidad de que los nuevos trenes corrieran en la línea D puesto que no son compatibles, al menos por el momento, ni con la tensión ni con el sistema de señales de la línea A para la que fueron comprados. Sin embargo, su ingreso en la D permitirá transferir dos formaciones Fiat Materfer a la A dado que este tipo de trenes sí pueden operar con 1100 VCC y paratrenes al techo: desde la inauguración de Puan y Carabobo en 2008 se incorporaron a la centenaria línea cinco formaciones Fiat y hay una más en proceso de adaptación para reforzar a los coches La Brugeoise, los que cumplieron 100 años de servicio en diciembre de 2013. El secretario de Transporte de la Nación Alejandro Ramos opinó que “los representantes de la Ciudad están mintiendo, no se hacen cargo de lo que firmaron y desconocen su participación durante el proceso de concesión de los subtes; es una falta de respeto para todos los vecinos porteños. Mientras tanto se espera que para fin de año se complete la llegada de los 45 coches que componen esta etapa de compra de material rodante a China para el Subte, de los cuales estos diez son solo el primer embarque.
También se denunció que los nuevos vagones para el subte estaban abandonados en un depósito a la intemperie.
Además, se tornó necesario el cambio de tensión a 1500 VCC para fin de año junto con la inauguración de la cochera y de las nuevas estaciones. Como se dijo en el párrafo anterior, el 14 de noviembre de 2012 Macri informó el envío de un proyecto a la Legislatura para completar finalmente el traspaso.
La Línea A volvió a funcionar el miércoles 6 de marzo e 2013 a las 20 horas desde la estación Carabobo, aunque el anuncio se realizó esa tarde en un acto al que concurrieron diferentes autoridades, entre ellos el Ministro del Interior y Transporte de la Nación, Florencio Randazzo, quien lo hizo en representación de la presidenta Cristina Fernández de Kirchner, especialmente invitada por Macri.

“Hemos puesto a la Línea A en el siglo XXI”, sostuvo Macri quien agradeció la presencia del Ministro Randazzo y se esperanzó en “que sea el comienzo de una nueva etapa”.

“Que la gente viaje mejor no puede ser responsabilidad de un solo gobierno, sino de todos porque un sistema complejo de transporte como el que tenemos en el área metropolitana necesita coordinación”, afirmó el Jefe de Gobierno en la estación Puán donde se realizó el evento.
Se incorporaron a la Línea A 45 coches nuevos con todos los adelantos que se aplican en líneas de metro en los países más avanzados.

##### Últimas estaciones inauguradas y en construcción
En 2013 se inauguraron 5 nuevas estaciones: San José de Flores y San Pedrito de la Línea A, Hospitales de la Línea H y Echeverría y Juan Manuel de Rosas de la Línea B que sumaron 100 mil pasajeros a la red. Actualmente se están llevando a cabo expansiones en la línea H. Se trata de las estaciones Córdoba, Santa Fe, Las Heras y Facultad de Derecho, hacia el norte, y Sáenz y Pompeya, hacia el sur. Su inaguraciación está contemplada para mayo de 2015 Esta obra es la más importante de los últimos 60 años ya que se construirán 6 estaciones en 4 km de red más una cochera y taller para el mantenimiento de los coches. Se estima que la gestión de Mauricio Macri finalizaría su período con un total de 12 estaciones nuevas, la línea mayormente beneficiada es la línea H (Subte de Buenos Aires), que contaba con 5 estaciones en 2007 y tendrá 11 cuando finalice el período de Macri, según el propio gobierno porteño.

#### Veto a la ley de registro de cuidadores de vehículos
El 2 de febrero de 2012, el Gobierno porteño oficializó el veto a la ley 4113 que creaba un registro de cuidacoches, aprobada en diciembre de 2011 por la Legislatura porteña. Algunos de los argumentos del decreto fueron que la ley que legaliza a los trapitos es inconstitucional y que socava “el principio de libre disfrute” del uso del espacio público.
La ley 4113 que crea el “Registro de Cuidadores de Vehículos” fue impulsada por la oposición, que logró imponer su postura por sobre un proyecto del oficialismo porteño que pretendía prohibir la actividad y endurecer las sanciones. La aprobaron el 7 de diciembre, en una ajustada votación de 31 votos a 29. Entonces, Mauricio Macri anticipó que pensaba vetarla. Ese veto se concretó, con la publicación en el Boletín Oficial de un decreto firmado por el jefe de Gabinete porteño, Horacio Rodríguez Larreta.

### Política de control

#### Agencia Gubernamental de Control
El 13 de diciembre de 2007 la Legislatura de la Ciudad Autónoma de Buenos Aires sanciona la creación de la Agencia Gubernamental de Control para entender en las siguientes materias:
a. Seguridad, salubridad e higiene alimentaria de los establecimientos públicos y privados.
b. Habilitaciones de todas aquellas actividades comprendidas en el Código respectivo, que se desarrollan en la Ciudad así como el otorgamiento de permisos para aquellas actividades llevadas a cabo en dominios de uso público y privado
c. Obras civiles, públicas y privadas, comprendidas por el Código de la Edificación y que no estén regidas por una ley especial.
La nueva agencia tiene facultades de recurrir al auxilio de la fuerza pública y puede aplicar multas y sanciones para garantizar las condiciones de habilitación, seguridad e higiene de establecimientos privados, de las obras civiles de arquitectura y el control de salubridad de alimentos. El organismo tiene 2500 empleados, entre los que se cuentan 800 inspectores.
Desde un primer momento se cuestionó la delegación de la facultad que tiene el Jefe de Gobierno de controlar lo que sucede en cuanto a actividades y las habilitaciones en la Ciudad de Buenos Aires. El control comunal es un área muy sensible y con antecedentes negativos de gestiones anteriores.
Su primer titular fue Federico Young, un exjuez proveniente del partido Demócrata Porteño. Ya nombrado, Young hizo un concurso, del cual él era el presidente del jurado eligiendo 4 miembros de partido Demócrata Porteño como inspectores de la ciudad. A fines de 2008, cuando debía rendir cuentas en la Legislatura, a Young lo confrontaron con 14 contratos a militares y gendarmes que no supo explicar. Renunció en marzo de 2009.
El 6 de marzo de 2009 asumió como nuevo Director Ejecutivo de la AGC, el jefe de asesores de la Jefatura de Gabinete de Ministros del Gobierno de la Ciudad de Buenos Aires, Pablo Bourlot. Bourlot es licenciado en economía egresado de la Universidad Católica Argentina. Provenía del Grupo Sophia y era un hombre de confianza del jefe de gabinete, Horacio Rodríguez Larreta.
Bourlot renunció y el 22 de enero de 2010 fue reemplazado por Raúl Oscar Ríos, coordinador de la Unidad de Administración y Control. Ríos era un hombre vinculado al deporte amateur en el club Boca Juniors. El cambio fue visto como otro límite a la gestión del jefe de Gabinete porteño Horacio Rodríguez Larreta ante un avance del ministro de Espacio Público Diego Santilli.
En 2010, la Dirección General de Fiscalización y Control de Obras (Dgfyco), estaba a cargo del exbombero de la Federal José Báez, que había trabajado en la seguridad del club Boca Juniors junto a Jorge “Fino” Palacios. Báez tenía varias agencias de seguridad privada a su nombre: GB Security S.R.L. y FB Seguridad S.R.L., ambas especializadas en catástrofes.
En mayo de 2010 los propios trabajadores de la agencia de control porteña denunciaron pago de “retornos” para habilitar recitales en bares de la Ciudad. Allí se señalaron como responsables a Martín Farrell, director general de Habilitaciones y Permisos y a Vanesa Berkowski, directora general de Fiscalización y Control. Vanesa Berkowski es una radical que ingresó en el Gobierno porteño de la mano de la diputada Silvana Giudici y que, con la llegada del PRO al poder se sumó a Recrear. Se autoproclama cercana al ministro de Educación, Esteban Bullrich. En junio hubo un allanamiento a la dirección a cargo de Farrell por una denuncia que presentó la Defensoría del Pueblo de la Ciudad por la habilitación irregular de una estación de servicio en San Telmo. En 2009 y 2010 hubo más de veinte casos de inspectores porteños denunciados por solicitar dinero a comerciantes a cambio de alguna contraprestación ilegal. Y en tan solo quince meses, en la Ciudad se registraron seis derrumbes de viviendas, locales comerciales y obras en construcción.
Ríos tuvo que irse en agosto de 2010, después de un trágico derrumbe en Villa Urquiza (que acabó con tres muertos y once heridos). Mientras los rescatistas buscaban víctimas entre los escombros, Ríos participaba de una reunión de la comisión directiva del club para analizar el contrato del jugador Román Riquelme.
El 17 de agosto de 2010 asumió Javier Ibáñez, ingeniero industrial egresado de la Universidad de Buenos Aires. El nuevo Director Ejecutivo presentó un programa de auditorías voluntarias para restaurantes que promueve incentivos para quienes trabajen de manera segura y con la posibilidad de recibir una auditoría del Gobierno en una fecha acordada con antelación en la cual se verificará el cumplimiento de esas condiciones, otorgándole un período de adecuación.
Diversos funcionarios del Gobierno de la Ciudad se vieron implicados en el tráfico de influencias para favorecer habilitaciones, evitar inspecciones y clausuras en locales a cambio de coimas. Varios comerciantes sufrieron el acoso mediante inspecciones e intimidaciones de funcionarios de la Ciudad, que solo eran frenadas si pagaban un canon mensual para impedir una visita inesperada. Se detectaron una serie de ilícitos en los que estarían involucrados integrantes del ejecutivo porteño, entre ellos Vanesa Bercowski, que renunció a Fiscalización y Control. Bercowski aparece en numerosas escuchas refiriéndose al cobro de dinero para agilizar habilitaciones o permisos y evitar que inspectores visiten a sus clientes. Sus domicilios fueron allanados y el juez Juan Ramos Padilla, le concedió la eximición de prisión, con una caución de 250 mil pesos.
Martín Farrell, el director de Habilitaciones y Permisos venía siendo cuestionado por la habilitación de locales y de espectáculos masivos, pero la tragedia de Beara (donde murieron dos chicas por el derrumbe de un entrepiso) mostró una habilitación irregular del local. En septiembre de 2010 cuando Javier Ibáñez concurrió ante la Legislatura a dar explicaciones sobre las condiciones de la habilitación y el grado de fiscalización en que estaba el local, Farrel no concurrió por estar fuera de Buenos Aires de vacaciones en un centro de esquí. Farrell terminó yéndose de la Agencia Gubernamental de Control.
En abril de 2011 la Agencia Gubernamental de Control porteña obtuvo su certificación ISO al control interno.
Desde la asunción de Ibañez, se produjeron al menos siete derrumbes más en edificaciones de la Ciudad, que terminaron con la vida de seis personas. En noviembre de 2011, tuvo que concurrir, acompañado por el director general de Fiscalización y Control de Obras, Mario Boscoboinik, a la Legislatura porteña para responder sobre un derrumbe ocurrido en la calle Bartolomé Mitre al 1200.
El 17 de octubre de 2012, Javier Ibáñez dejó su cargo luego de que se difundiera un video en el que se lo ve persiguiendo a cinturonazos a los hinchas de Chacarita durante un partido contra Atlanta, cuya comisión directiva integra. En su lugar Mauricio Macri designó a un exmilitar y veterano de Malvinas: Juan José Gómez Centurión.
La nueva gestión se vio envuelta en irregularidades. Un abogado de Rodríguez Larreta fue contratado por 741 mil pesos para asesorar en línea a inspectores de la Agencia, pero la consultoría nunca se concretó (expedientes 523904–2013 y 2888993-2013). Una licitación para construir la guardería del personal fracasó porque se consideró excesivo el monto que pedía una empresa y un mes después se llamó a contratación directa por una suma casi idéntica (expediente 1029507-2013). Estos expedientes se tramitaron en la AGC con las firmas de su máximo responsable, Juan José Gómez Centurión, y los dos últimos directores generales de Legal y Técnica, Diego Enriquez y Roberto Padilla.
El 20 de octubre de 2012. la Auditoría General de la Ciudad y la Liga de Consorcistas reclamaron mayores controles por parte del gobierno porteño, para evitar nuevos derrumbes y ante los 22 desmoronamientos con 10 víctimas fatales, 99 heridos y más de 100 millones de pesos en daños materiales, que se produjeron en la gestión de Mauricio Macri.
En febrero de 2013 Gómez Centurión creó un cuerpo de elite para "controlar" a los inspectores. Las nuevas unidades de gestión operativa dependen directamente de él y no de los directores para supervisar el avance de las fiscalizaciones y realizar “controles por oposición” a los inspectores.
El 22 de agosto de 2013 el personal nucleado en la Asociación Trabajadores del Estado (ATE) presentó un amparo en rechazo de su "vaciamiento" y traslado de la Subsecretaría de Trabajo a la Agencia Gubernamental de Control. La defensora adjunta del pueblo de la Ciudad, Graciela Muñiz, acompañó el amparo presentado por el inspector Edgardo Castro Castro, ya que según indicó Muñiz en un comunicado, de esa manera el organismo perderían su poder de policía.

## Denuncias sobre Gestión

### Denuncia por anomalías en morgues de la Ciudad
En agosto de 2013 el Jefe de Gobierno fue acusado por eL juez Gallardo de por irregularidades en los registros de ingreso y egreso de cadáveres de cuatro hospitales porteños. La denuncia penal a Mauricio Macri, a la ministra de Salud Graciela Reybaud y al procurador general Julio Conte Grand, entre otros funcionarios de la administración porteña, es por incumplimiento de los deberes de funcionario público, delitos relativos a la alteración y supresión de identidad de las personas, estafa procesal, delitos especiales de la ley de Registro de Estado Civil y Capacidad de las personas. El titular del Juzgado Nº2 en lo Contencioso Administrativo y Tributario, descubrió irregularidades en los registros de ingreso y egreso de cadáveres de cuatro hospitales, por lo que se allanó los hospitales, luego de constatar irregularidades en los expedientes. Se encontraron graves anomalías. Debido a la desaparición de más de 200 cadáveres se le imputó a Macri varios delitos, entre ellos falsedad de partidas de defunción y supresión de identidad hasta desaparición de cadáveres y estafa procesal.
El 12 de agosto de 2013, Macri respondió recusando al juez de la causa La recusación supone el inmediato desplazamiento de Gallardo del expediente, hasta tanto la Cámara de Apelaciones resuelva el pedido del PRO. De hecho, no se pudieron concretar las audiencias dispuestas con cuatro directores de hospitales, citados para dar explicaciones. “Resulta sorprendente e institucionalmente grave que el Gobierno de la Ciudad, frente al cúmulo de irregularidades detectadas, en vez de ponerse a disposición de la justicia para esclarecer los casos, opte por recusar al juez actuante, obstruyendo la misión judicial”, agregó Gallardo en un comunicado.

### Denuncias por Metrobús

#### Por Impacto Ambiental
Los arquitectos Rodolfo Livingston y Nidia Noemí Marinaro presentaron junto a la legisladora María José Lubertino (Frente para la Victoria) una denuncia Penal contra el jefe de gobierno de la Ciudad de Buenos Aires Mauricio Macri y contra el jefe de Gabinete porteño Horacio Rodríguez Larreta "por la probable comisión de los delitos de Abuso de Autoridad y Violación de los Deberes de Funcionario Público" a raíz de las obras proyectadas y en ejecución para la puesta en marcha del Metrobús 9 de Julio y el Metrobús Sur.
El escrito asegura que se trata de "obras de alto impacto al ambiente y calidad de vida, tratándose de obras que afectan o deciden sobre servicios públicos, transporte y tránsito, que modifica –eliminando– áreas verdes y plazoletas, como resulta en los recorridos por la Avenida 9 de Julio y Plaza Rabanal, afectando monumentos y edificios históricos y en definitiva la preservación del patrimonio cultural." La presentación fue hecha en el Juzgado Correccional n.º 7.
El 13 de mayo de 2013, una de las integrantes de la organización Propuesta para el Área Metropolitana de Buenos Aires, la arquitecta Nidia Marinaro, denunció al jefe de Gobierno porteño y a su jefe de gabinete, Horacio Rodríguez Larreta, por “violar la Constitución de la Ciudad con las obras” debido a que firmaron el decreto 555/12 que da origen a la obra del Metrobús, que sería inconstitucional.60 El artículo 27 de la Constitución de la Ciudad de Buenos Aires establece que no se puede disminuir en nada la superficie de espacio verde, que se tiene que proteger y aumentar esta superficie.61 Marinaro dijo que “el viernes decidimos realizar una denuncia penal contra el jefe de gobierno porque ha violado la Constitución de la Ciudad de Buenos Aires y esto lo dicen y argumentan dos jueces”. Un estudio realizado sobre los trabajos en la 9 de julio revela que el impacto de la disminución del área parquizada de los alrededores de la 9 de Julio va a provocar un efecto negativo permanente sobre el ambiente de la Ciudad de Buenos Aires. Aunque para el Juez Lisandro Pasman “este efecto es leve y le pide al gobierno de Mauricio Macri que especifique de qué manera va a mitigar el daño que produce al ambiente”, detalla Marinaro.62 “Tanto el Código de Planeamiento Urbano y Plan Urbano Ambiental regulan el uso del territorio de la Ciudad, y ambos sostienen que las urbanizaciones parque no pueden tener otro destino”, explicó Marinaro.63

#### Por supuestos sobreprecios
El 6 de agosto de 2013 el ex legislador Facundo Di Filippo y el abogado Enrique Viale presentaron una denuncia contra el jefe de Gobierno, Mauricio Macri, y otros funcionarios por administración fraudulenta en perjuicio de la administración pública, cohecho e incumplimiento de los deberes de funcionario público. Se basan en que la obra de los carriles exclusivos para colectivos sobre la avenida 9 de Julio terminó costando 173,8 millones de pesos solo para la construcción de 17 paradas, lo que da un promedio de 10,2 millones para cada una.
De acuerdo con la presentación judicial, la licitación tenía un presupuesto que estimaba que cada una de las 14 paradas de colectivo proyectadas debía costar aproximadamente 8 millones de pesos. “Con ese valor se podría comprar un piso de 4 ambientes en Puerto Madero o un chalet de 420 metros cuadrados en Belgrano y sobra dinero”, comentó el abogado.
La denuncia está dirigida contra Macri, su jefe de Gabinete, Horacio Rodríguez Larreta, y el subsecretario de Transporte, Guillermo Dietrich. La causa quedó radicada en el Juzgado de Instrucción N.º 39, a cargo de Ernesto Botto.

### Denuncia por desalojo del Borda
En abril de 2013, a raíz de la represión en el Hospital Borda que la Policía Metropolitana desplegó para desalojar el taller protegido 19, Macri volvió a ser denunciando. El violento operativo, sin orden judicial, pretendía facilitar la demolición del taller, a pesar de que estaba protegido por una medida cautelar. Por el accionar de cerca de 300 efectivos policiales sufrieron heridas severas cerca de medio centenar de personas. Tanto Macri como el ministro de Seguridad, Montenegro, el de Desarrollo Urbano, Daniel Chaín, así como el jefe y subjefe de la Metropolitana, Horacio Giménez y Ricardo Pedace, fueron alcanzados por varias denuncias penales por abuso de autoridad.

### Denuncia por incumplimiento de deberes de funcionario público
En octubre de 2012, la entonces legisladora porteña del Frente para la Victoria María José Lubertino, presentó una denuncia penal contra diversos funcionarios de la administración porteña, incluyendo a Mauricio Macri, por supuestamente haber violado el secreto profesional en el caso de una mujer que había sido violada y a la cual se le iba a practicar un aborto no punible en el hospital Ramos Mejía. La denuncia fue inicialmente archivada, luego apelada por la fiscalía y la Cámara VI del Crimen dio lugar a la apelación, solicitando se continúe la investigación.